# 月百姿

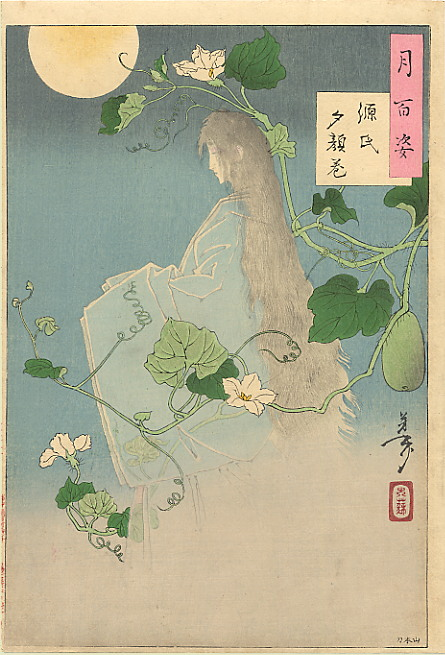
《源氏夕顏卷》1886年（明治19年）
以《源氏物語》中的「夕顔」卷為底本的謡曲「半蔀」和「夕顔」為題材的作品。夕顔的靈魂出現在了一位來到六條御息所被生靈所殺的屋敷的僧侶面前。

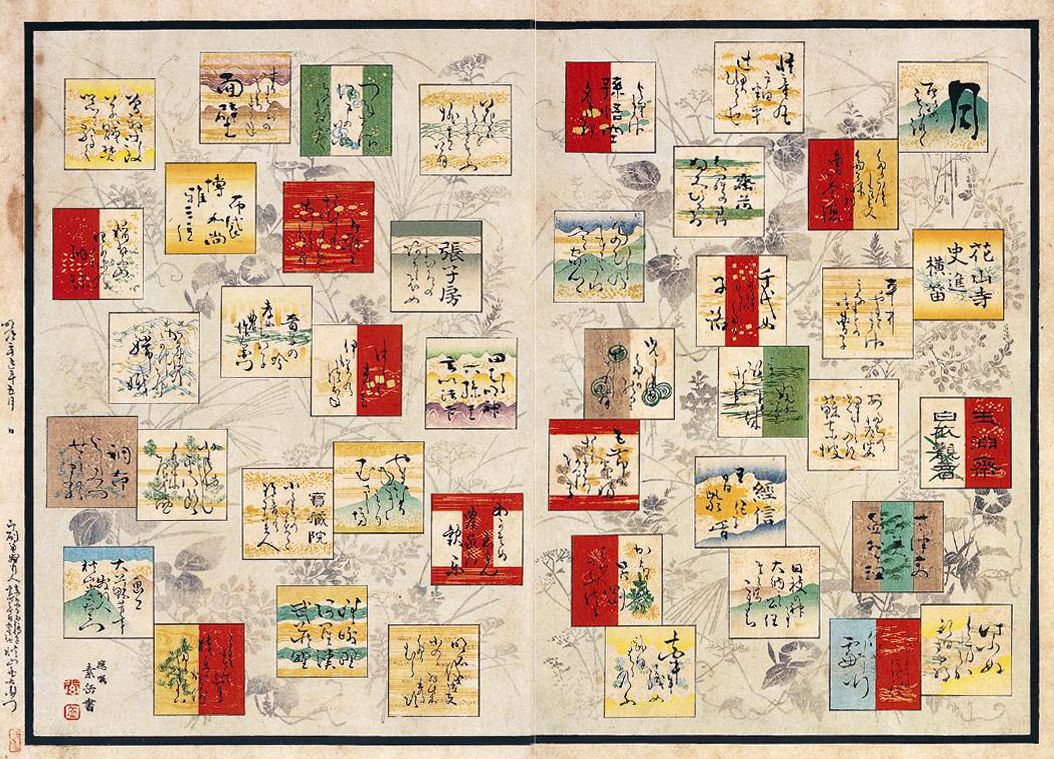
1892年（明治25年）出版的圖畫集所附贈的目錄。

『月百姿』（日語：つきのひゃくし、つきひゃくし）是月岡芳年於1885年（明治18年）至1892年（明治25年）期間發表的浮世繪連作，當時他年約47歲至54歲。這是一套以月亮為主題的100幅大判錦繪的作品。經過8年的時間才完成，並在1892年（明治25年）6月，芳年去世之後不久，附上目錄和序文的畫帖正式發行。正如後文所述，此作運用廣泛的題材和多樣的畫風，被評價為芳年的最後一部大作以及代表作之一。在本作中，他使用的畫號是大蘇芳年。版元為日本橋的滑稽堂秋山武右衛門。
此外，本連作的每件作品本來並未編排序號，但為了方便，本項目將按照東京堂出版的『芳年月百姿』提供的發表順序，為每件作品編上1至100的號碼。對於標題較長的作品，則會在解說中使用目錄中記載的簡短標題。

## 出版
這部連作於1885年（明治18年）10月首次發行了「高尾太夫」（1）「祇園まち」（2）「嫦娥奔月」（3）「南屏山昇月」（4）「其角」（5）共五件作品，並在1892年（明治25年）4月之前的8年內，持續發表了數件。最後一件刊行的作品是以能劇『高砂』為題材的「いてしほの月」（100），其上寫著「明治十九年一月印刷」，這是因為早期已經完成了板下圖，且這個幸運的題材適合用來作為連作的最後一件，故被版元秋山武右衛門決定保留。
在1891年（明治24年）即將完結之際，芳年罹患神經病，當時負責安排他住在巢鴨病院的是出版社的秋山，並且與芳年的弟子水野年方和右田年英等人合作，努力籌集入院費用。這個系列的最後幾幅作品是基於芳年的板下畫作，由年方和年英進行了修改和完成。根據弟子鏑木清方的談話，包含加筆的作品有「猿楽月」（99）和「いてしほの月」（100）兩幅，而根據本多嘯月的談話則是「むさしのゝ月」（98）、「猿樂月」和「いてしほの月」三幅。 
在100作完結後的1892年（明治25年）6月9日，芳年在54歲時去世。死後的6月中，包含全100點的畫帖便已上市。加上題字的見返、目錄兩點及序文共計104點，價格為2元50錢，葛布封面本為3元50錢，緞子張封面的精美版本則為4元。

## 畫題・畫風

### 畫題
100件作品的內容涵蓋武者繪、歷史畫、名所繪、動物畫、美人畫、演員繪等多個領域，所採取的主題從布袋像和高砂等傳統題材，到各種真實或虛構的人物、故事、傳說、風景以及江戶時代的風俗，極為廣泛。基於能劇和歌舞伎的作品也不少。一些題材在當時的明治時代即使對市民來說也不太熟悉，例如「手友梅」(33) 發行時，《讀賣新聞》上曾刊登與人物和傳說相關的解釋。
唯一，明智光秀的家臣齋藤利三在100幅作品中兩度作為畫題出現。「月下の斥候」(8) 是在山崎之戰前派出羽柴軍進行偵查的姿態，而「堅田浦の月」(64) 則描繪了利三在山崎敗退，並在近江國堅田被捕前的情景。與明智光秀相關的作品中，還有「明石儀太夫」(81) 描述了負責暗殺秀吉失敗而自刃的家臣，以及「山城小栗栖月」(17) 描繪了光秀遭遇落武者狩的場景，從農兵的視角呈現。

### 畫風・構圖

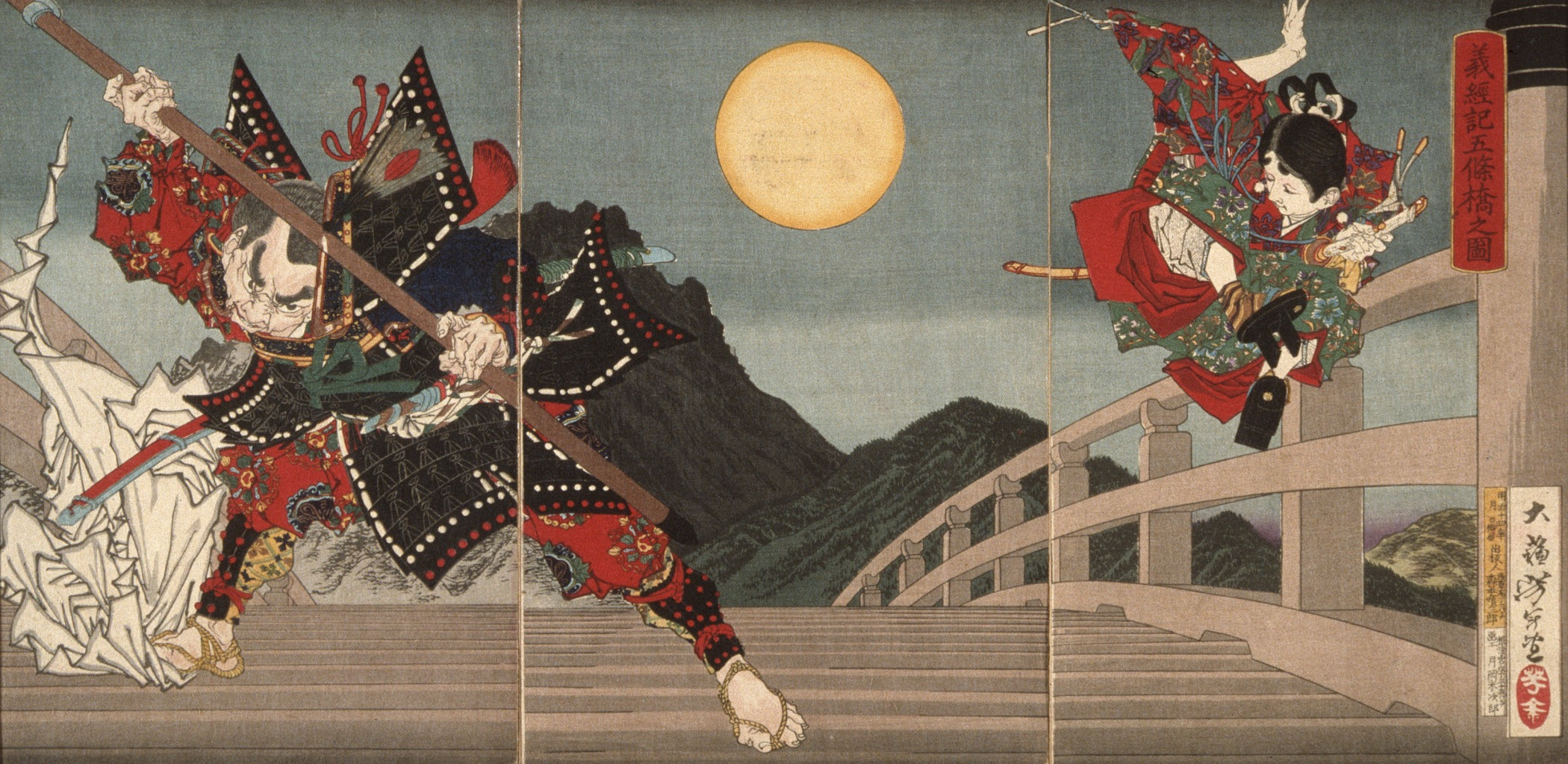
芳年「義経記五條橋之図」1881年（明治14年）
「五条橋の月」(60) 與此作品題材相同，但在這幅更早的作品中，則是以3幅合併的形式描繪了弁慶和牛若丸兩者。

在描繪廣泛的畫題時，芳年不僅學習了師傅國芳的歌川派畫風，還融入了四条派和圓山派的畫風，以多樣的畫風和技法描繪了100幅作品。例如，「月夜釜」(18) 是以落語「釜泥」為主題的作品，但偷走大釜的兩名竊賊則是以細長的手足描繪，採用了鳥羽繪的技法，幽默地表現出來。此外，「吼噦」(15) 和「むさしのゝ月」(98) 都是描述月光下的薄野並配有狐狸的作品，但「吼噦」中的蘆葦真實的描寫，而在「むさしのゝ月」中，則是用「無目的暈染（あてなしぼかし）」的技法，在印刷過程中讓版木浸水並滴上顏料，產生了模糊的效果來表現蘆葦叢。在畫題、構圖、服飾等方面，則參考了師傅歌川國芳的作品，以及江戶時代刊行的各種異種百人一首、菊池容齋的『前賢故実』等廣泛資料進行創作。
與標題相反，畫面中並未描繪月亮的作品也存在數點。由於描繪的是室內，因此造成了這種情況，但部分作品故意不畫月亮，而是讓觀賞者去想像畫面外的月亮，以達到增強畫面深度和廣度的效果。例如「信仰の三日月」（20）描繪了山中幸盛朝月祈禱「（為了尼子家的復興）請賜予我七難八苦」的姿態，但正面捕捉凝望月亮的幸盛，讓觀賞者感覺到月亮在其背後，從而創造出了畫面的深度。此外，觀賞者也可以透過幸盛的盔甲上三日月形的鍬形想像出幸盛所凝視的月亮的樣子。另外，根據寶井其角的句子，只描繪月光下松樹枝影的「名月や畳の上に松の影」（5），以及以『平家物語』為題材，描繪了源賴政在完成鵺退治後，受賞名刀獅子王時，對於下賜者藤原賴長的詠句，接下當意即妙的下句讓眾人感到驚訝的「頼政」（57）等作品，也採取了讓觀賞者想像畫面外的月亮，增加了畫面的廣度的構成方式。
本來是在多個人物登場的歷史和傳說場景中，特意只描繪特定人物的構圖也很具特色。例如，描繪京都五條大橋上牛若丸與弁慶相遇的「五条橋の月」（60）中，僅配置了在空中舞動並投擲扇子的牛若丸，沒有描繪弁慶。在「足柄山月」（74）中，也沒有描繪源義光所傳授笙的秘曲對象豐原時秋。在描繪赤穗事件的「雪後の暁月」（89）中，特意將焦點放在吉良家臣小林平八郎奮戰的姿態上，構圖讓人想像到從畫面切出的小林平八郎的刀尖上有浪士們。
整體來看，與填滿整個畫面的眾多錦繪不同，這幅作品使用了留白較多的空間表現。畫面中彌漫著靜謐的氛圍，展現出與以無殘繪和武者繪聞名的早期芳年截然不同的作風。

### 色彩・印刷
在明治時代的錦繪中，使用了許多鮮豔的紅色和紫色，這些使用了苯胺系染料的作品被稱為赤繪，但同時也讓人感受到華麗與俗氣的感覺。另一方面，《月百姿》中整體上對紅色的使用被抑制，使其顏色更加穩重，除了芳年的印章外，還有許多作品完全沒有使用紅色。此作品使用了高度的技術進行摺印。「住よしの名月」(52)和「むさしのゝ月」(98)中使用的技術「無目的暈染（あてなしぼかし）」是透過在濕潤的版木上滴上顏料來表現模糊效果，每一幅作品的模糊效果皆不同，需要印刷師高超的技術。此外，在「公任」(41)、「深見自休」(54)和「忍岡月」(72)中，人物的墨色和服使用了一種叫做「正面摺」的技術。這種技術是從墨色部分的背面對版木雕刻模樣，然後用豬牙或豬口等在表面摩擦紙面，使其帶有光澤的樣式。施加正面摺的作品看起來僅是普通的黑色和服，但在改變角度後花紋會浮現出來。

## 作品一覽

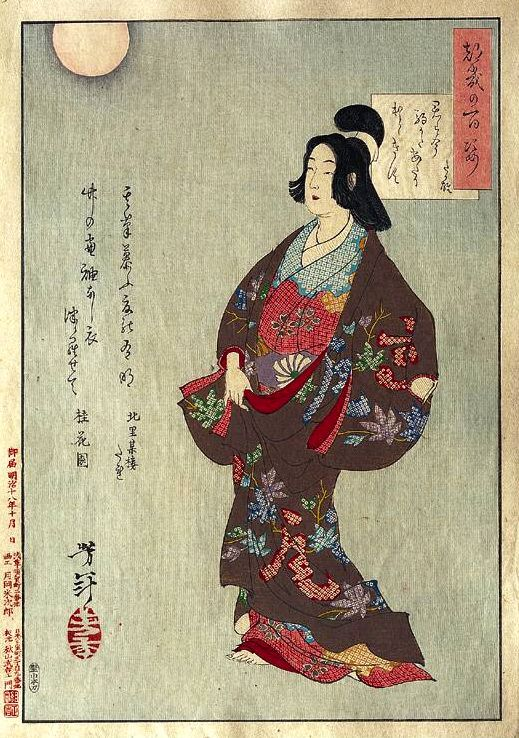
1. 君は今駒かたあたりほとゝきす　たか雄
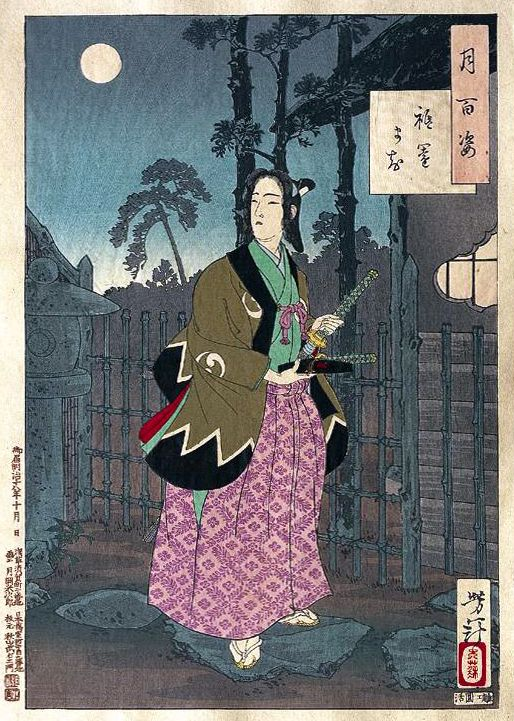
2. 祇園まち
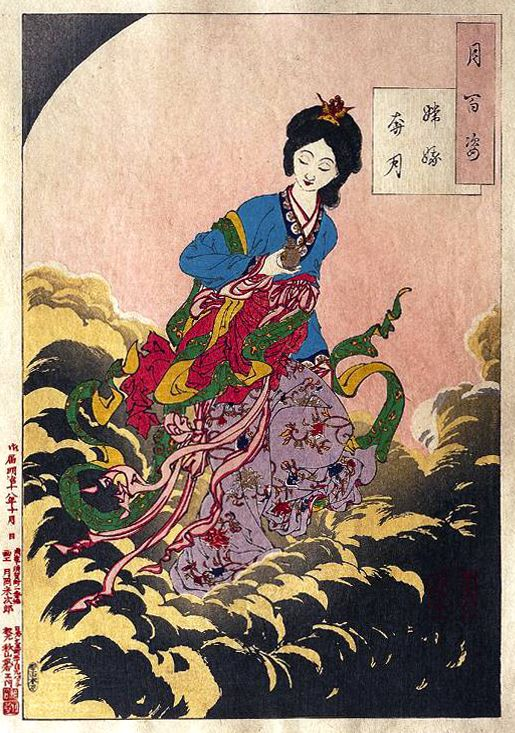
3. 嫦娥奔月
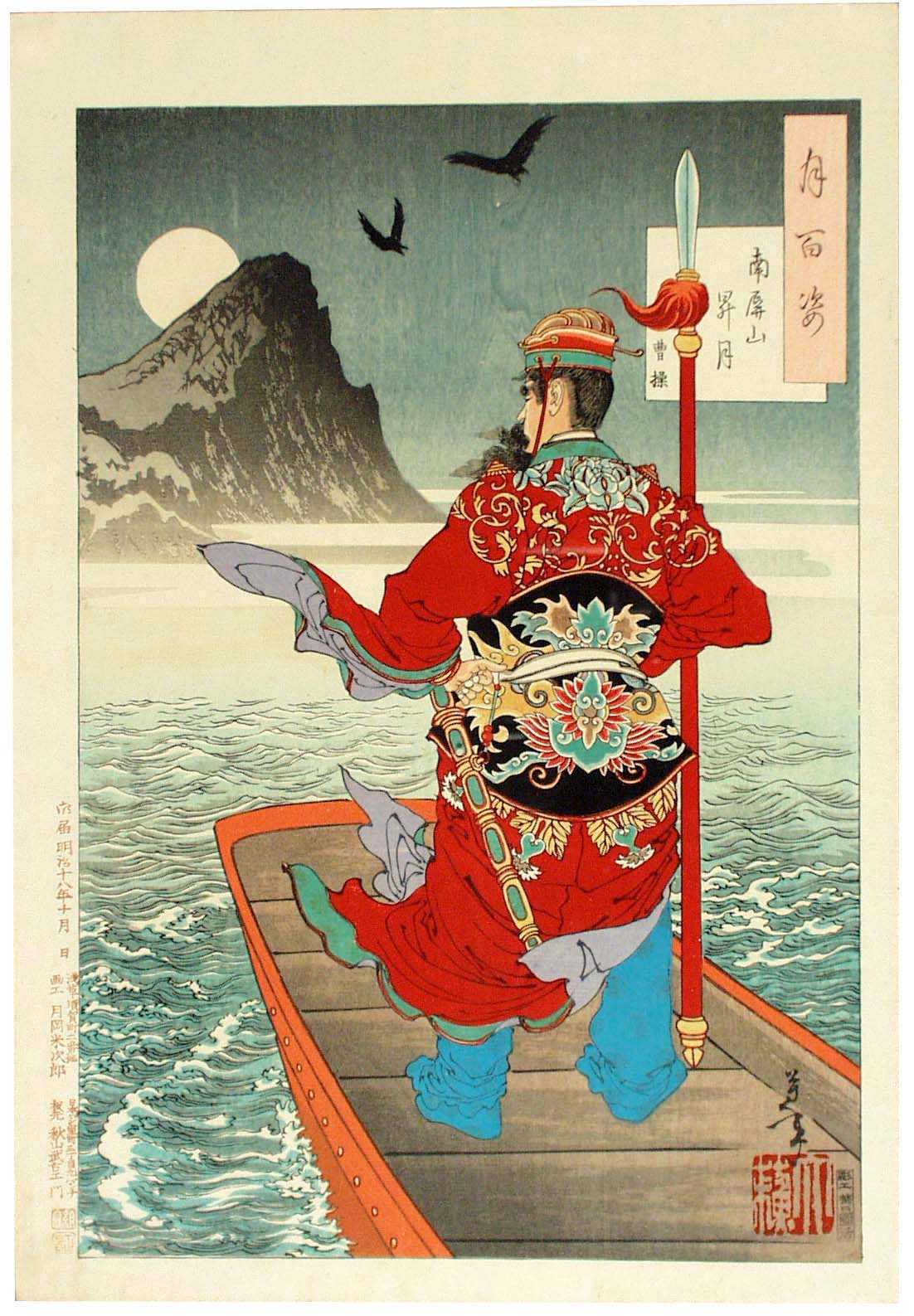
4. 南屏山昇月　曹操
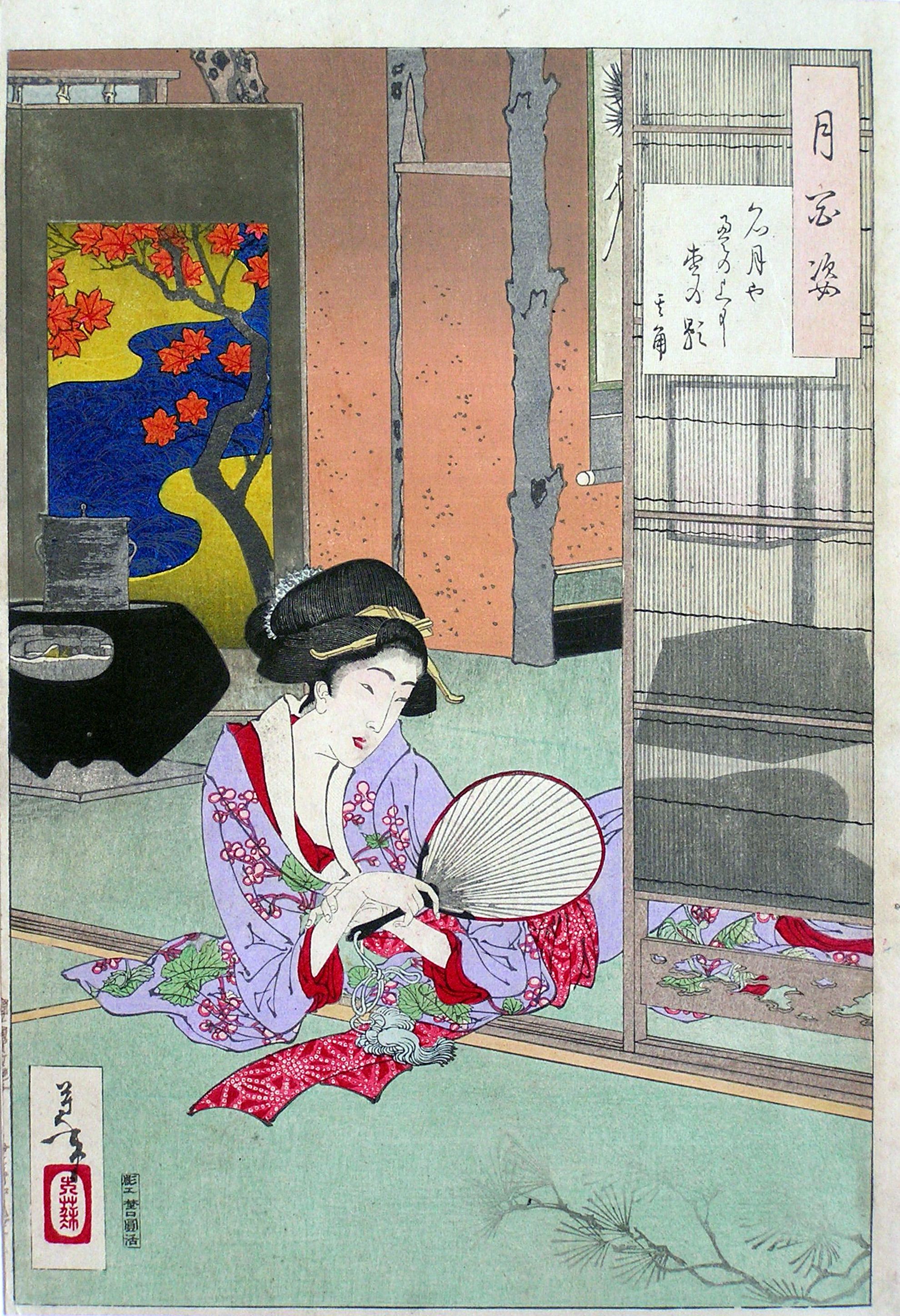
5. 名月や畳の上に松の影　其角
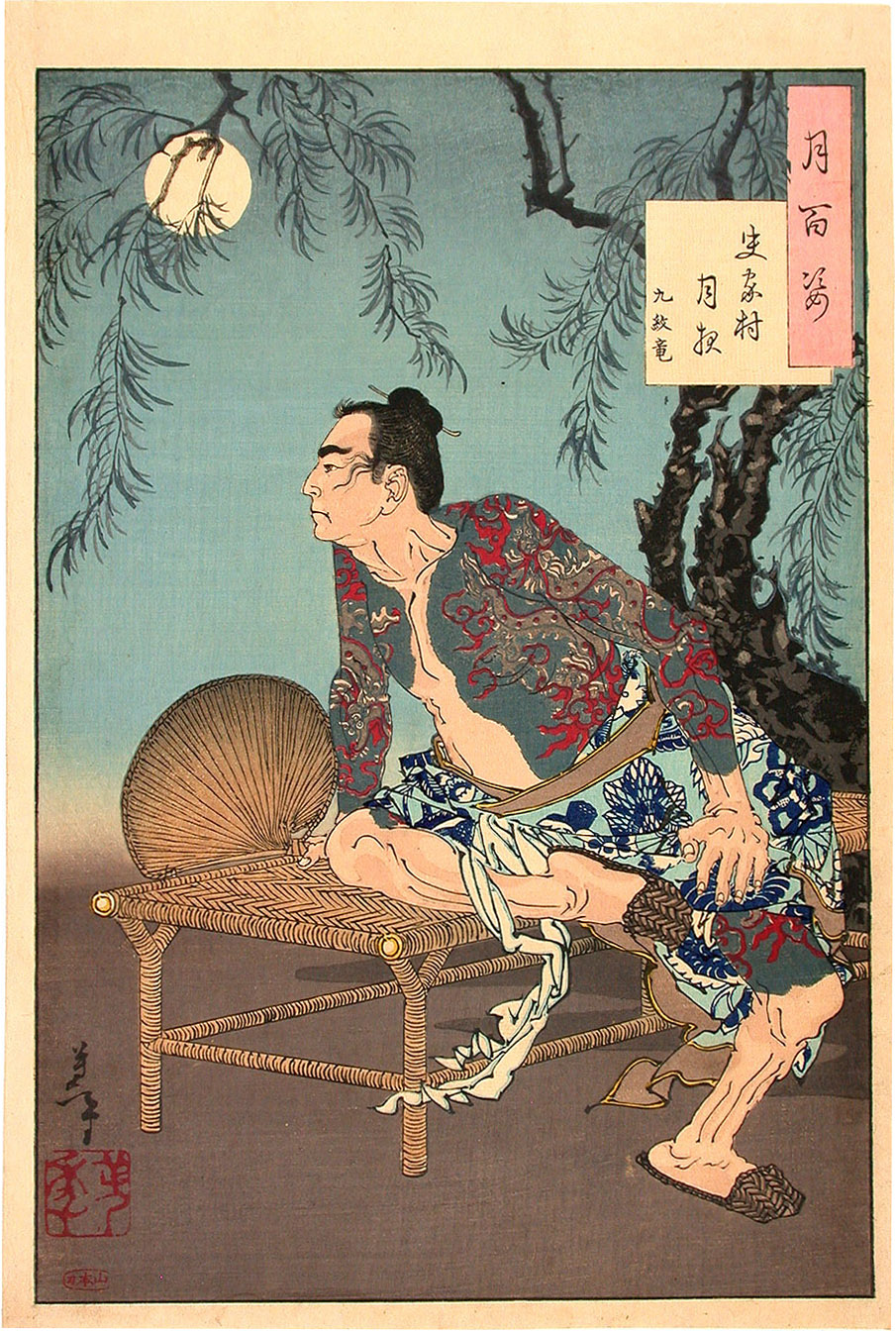
6. 史家村月夜　九紋竜
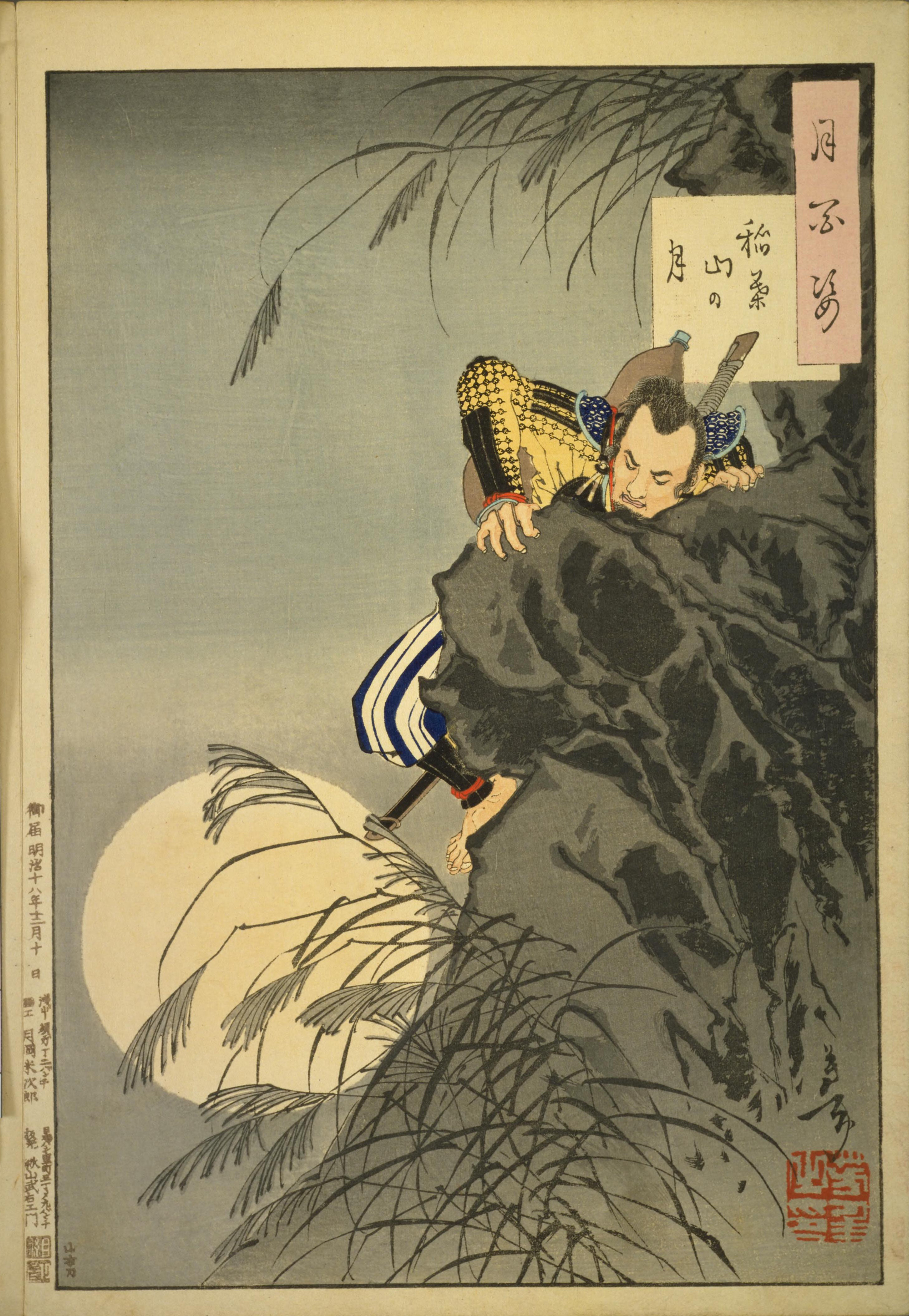
7. 稲葉山の月
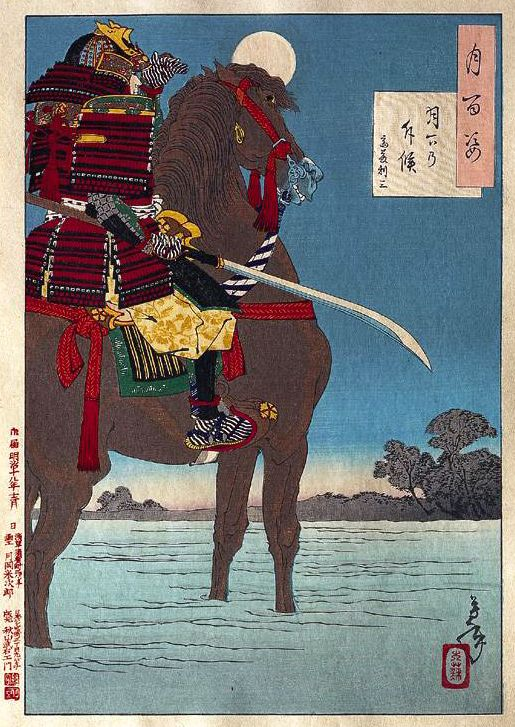
8. 月下の斥候　斎藤利三
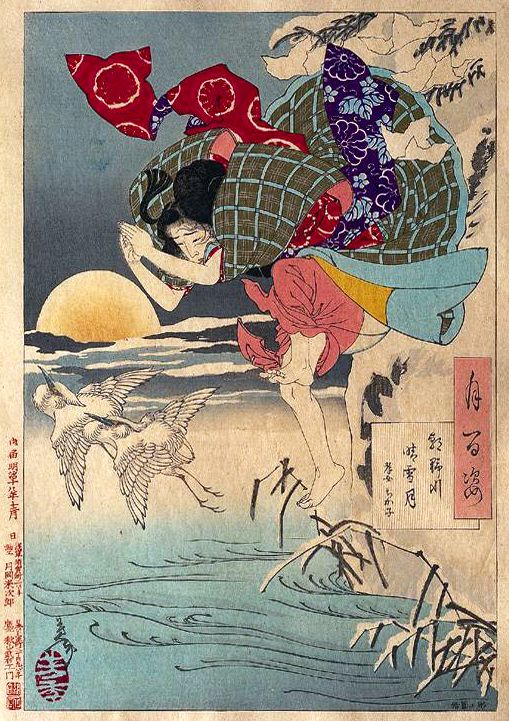
9. 朝野川（日语：浅野川）晴雪月　孝女ちか子[注釈 2]
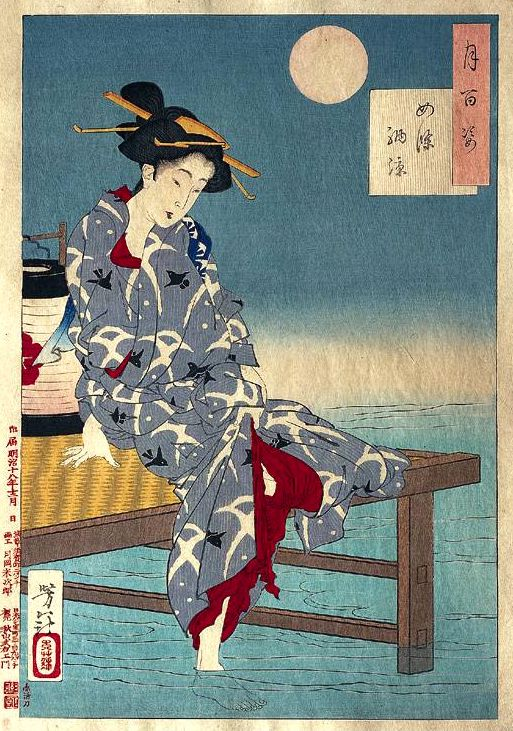
10. 四条納涼
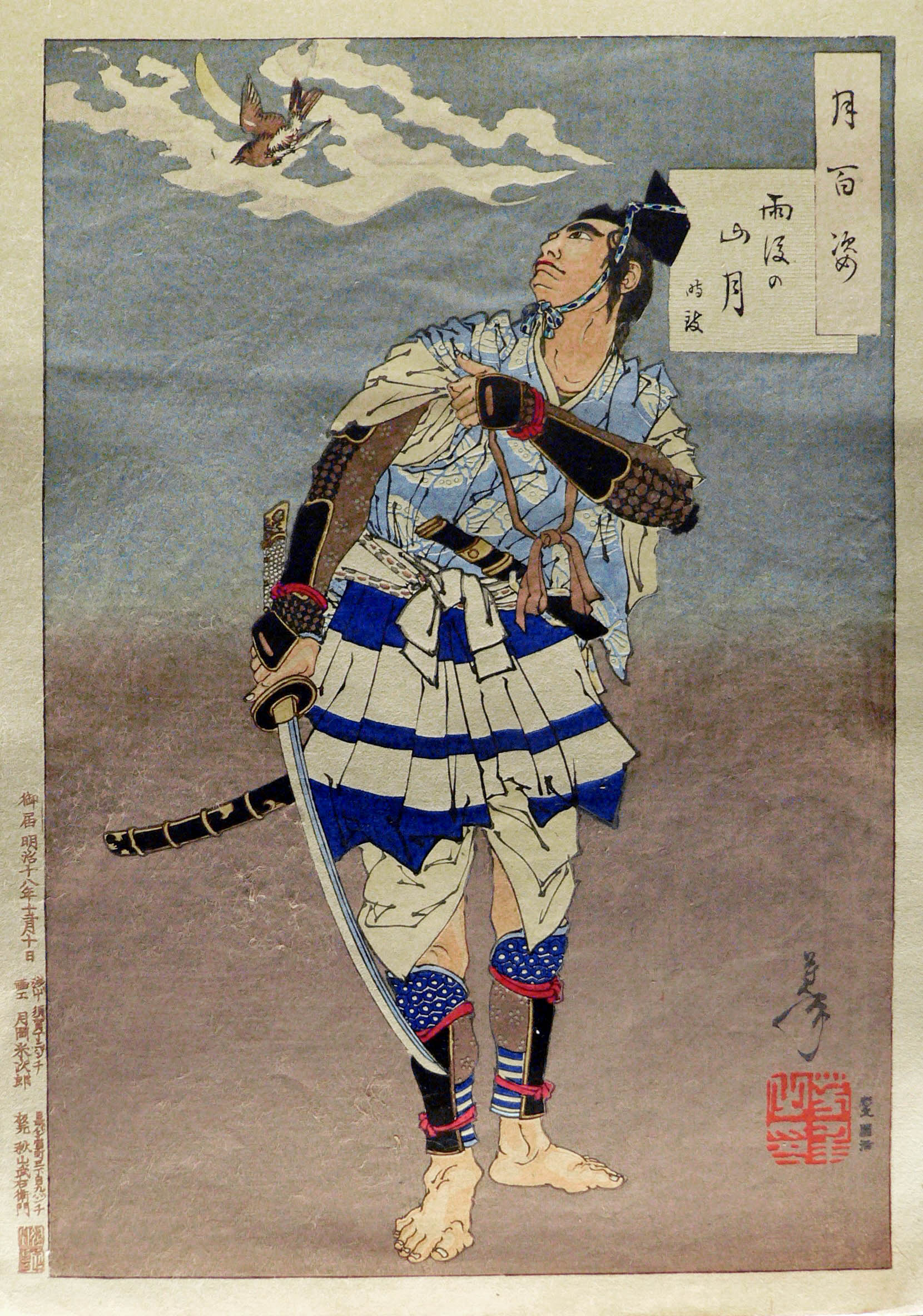
11. 雨後の山月　時致
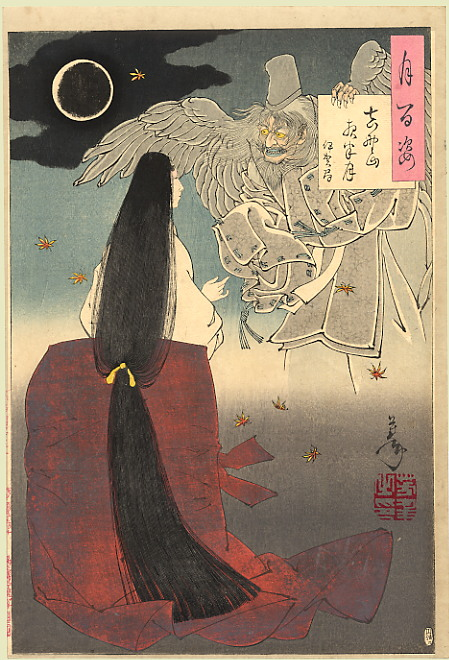
12. 吉野山夜半月　伊賀局（日语：伊賀局 (篠塚重広の娘)）
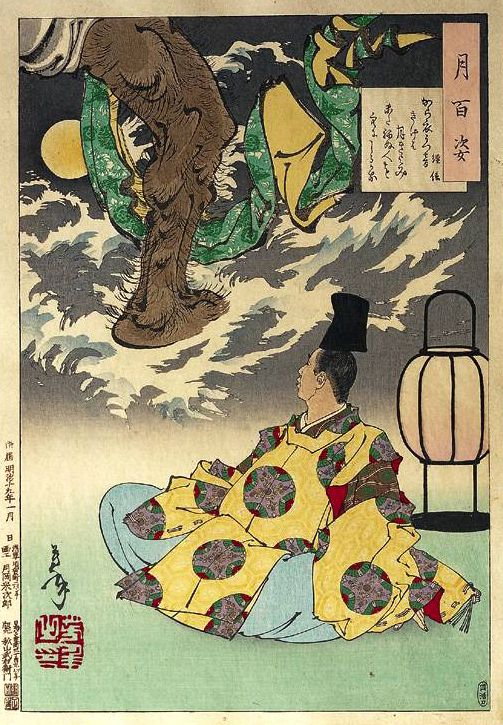
13. から衣うつ音きけは月きよみ またねぬ人を空にしるかな　経信
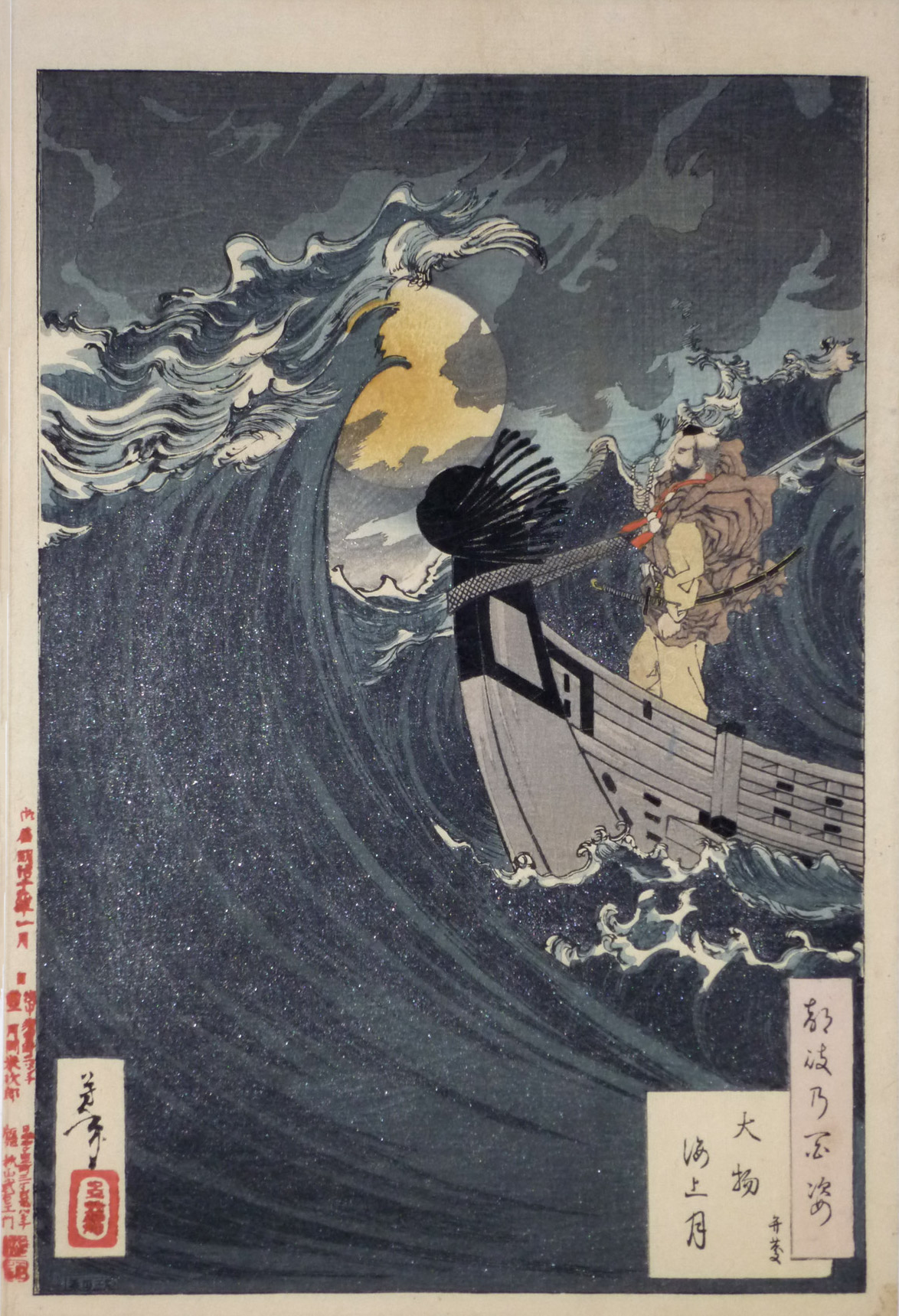
14. 大物海上月　弁慶
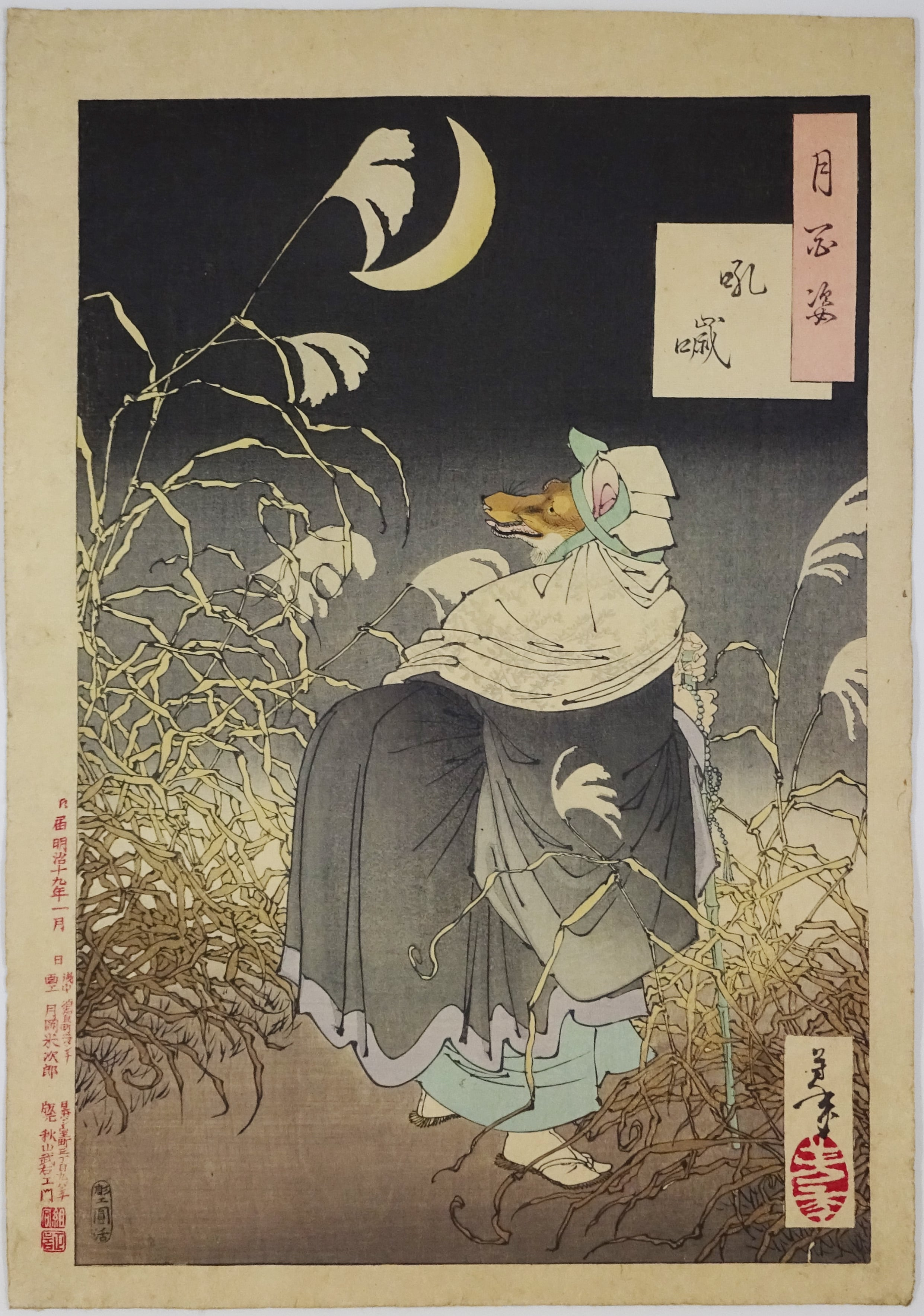
15. 吼噦
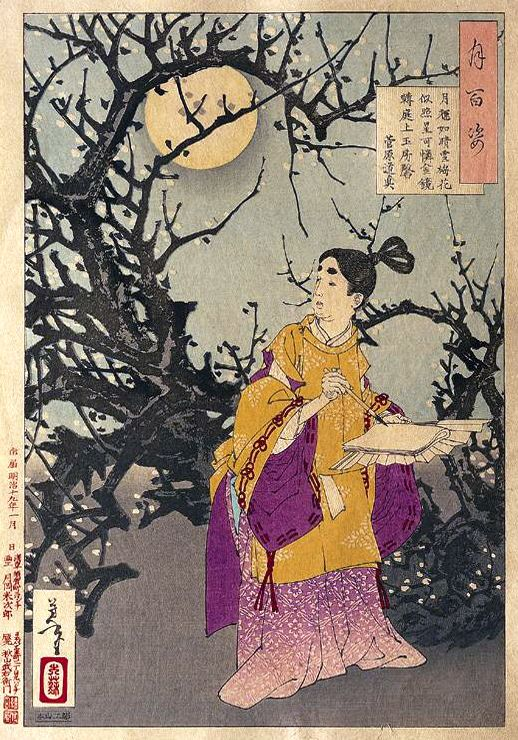
16. 月輝如晴雪 梅花似照星 可憐金鏡転 庭上玉房馨　菅原道真
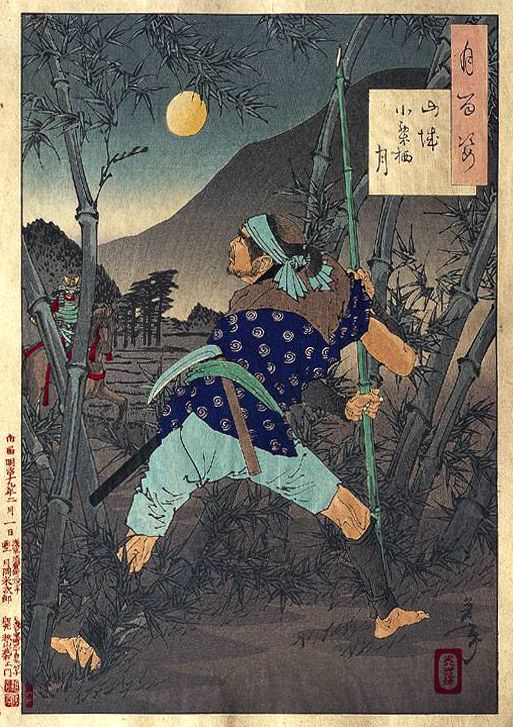
17. 山城小栗栖月
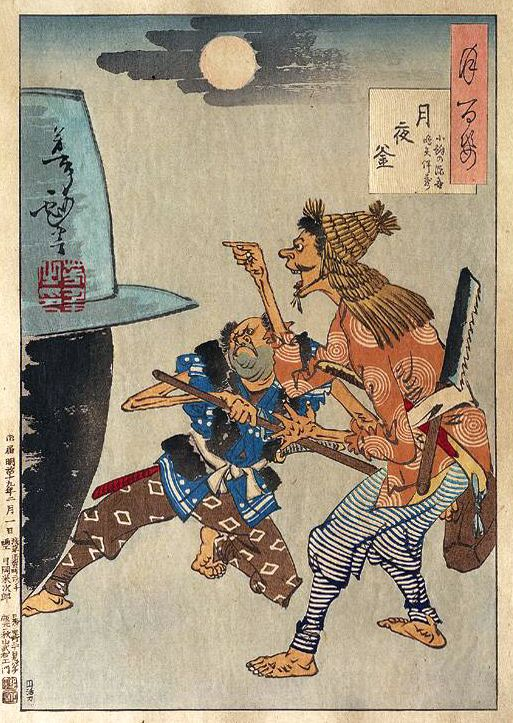
18. 月夜釜（日语：釜泥）　小鮒の源吾 嶋矢伴蔵
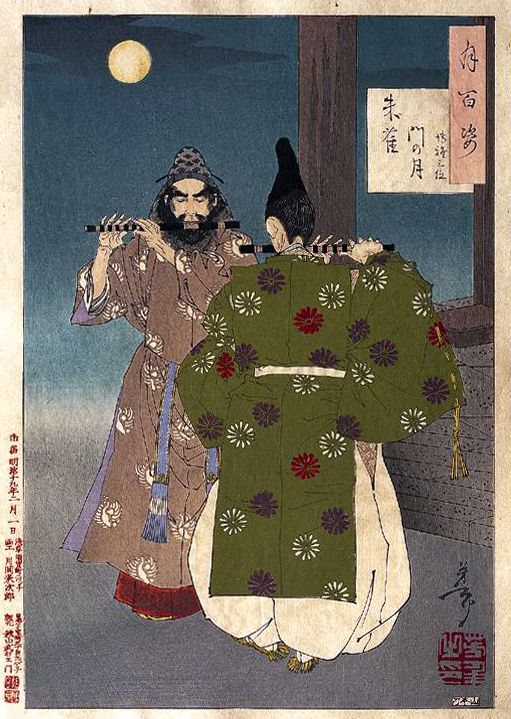
19. 朱雀門の月　博雅三位
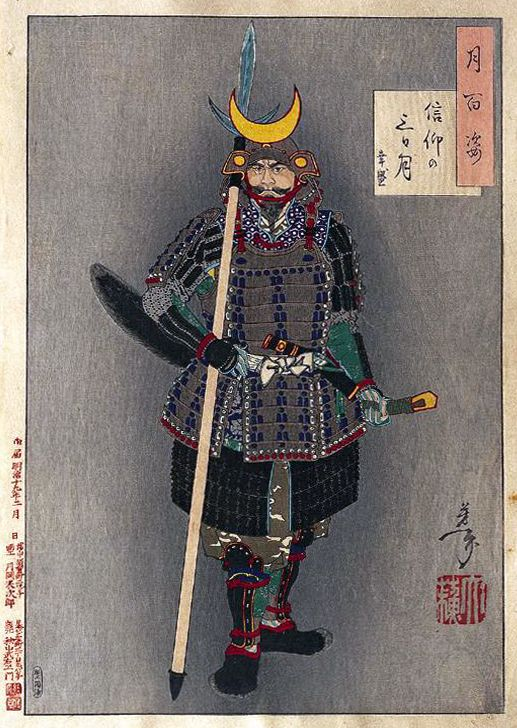
20. 信仰の三日月　幸盛
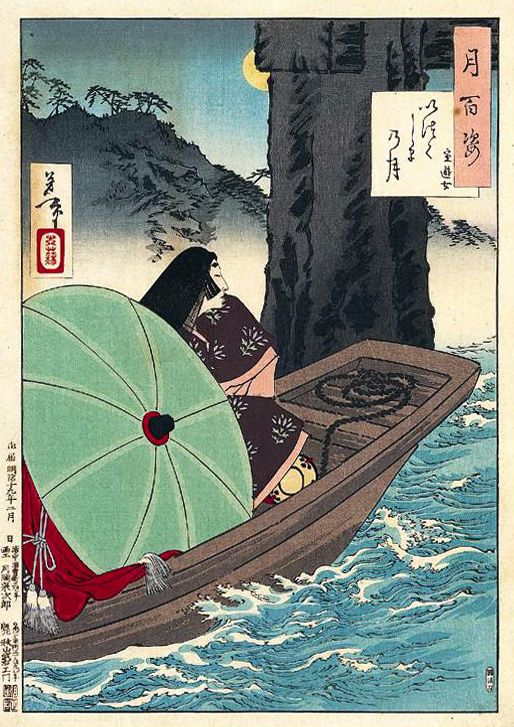
21. いつくしまの月　室遊女[注釈 3]
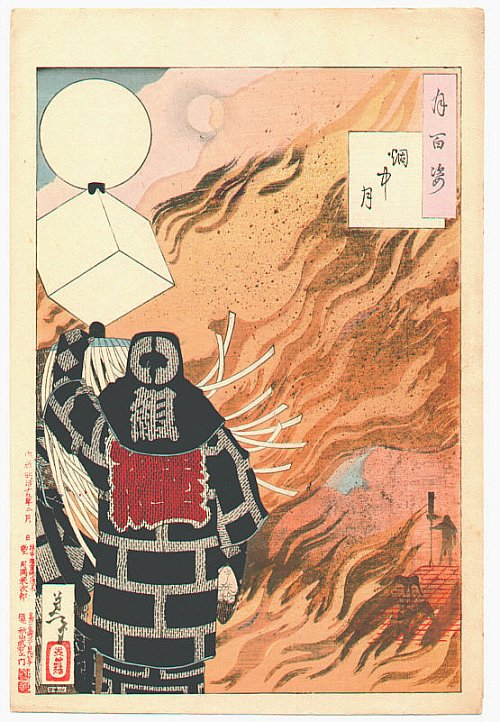
22. 烟中月
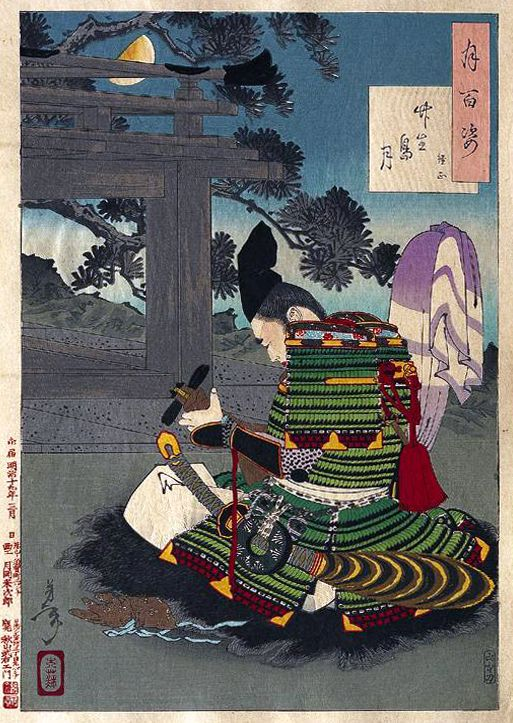
23. 竹生島月　経正（日语：平経正）
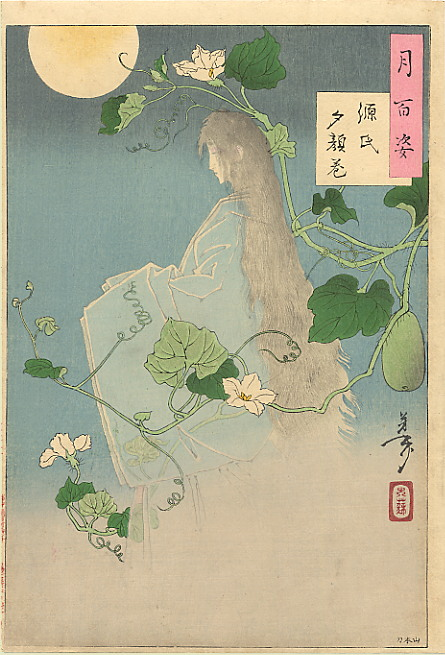
24. 源氏夕顔巻
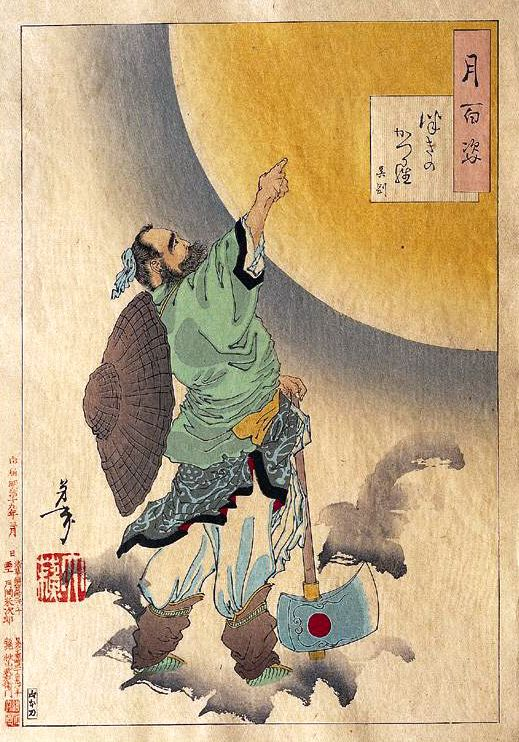
25. つきのかつら　呉剛
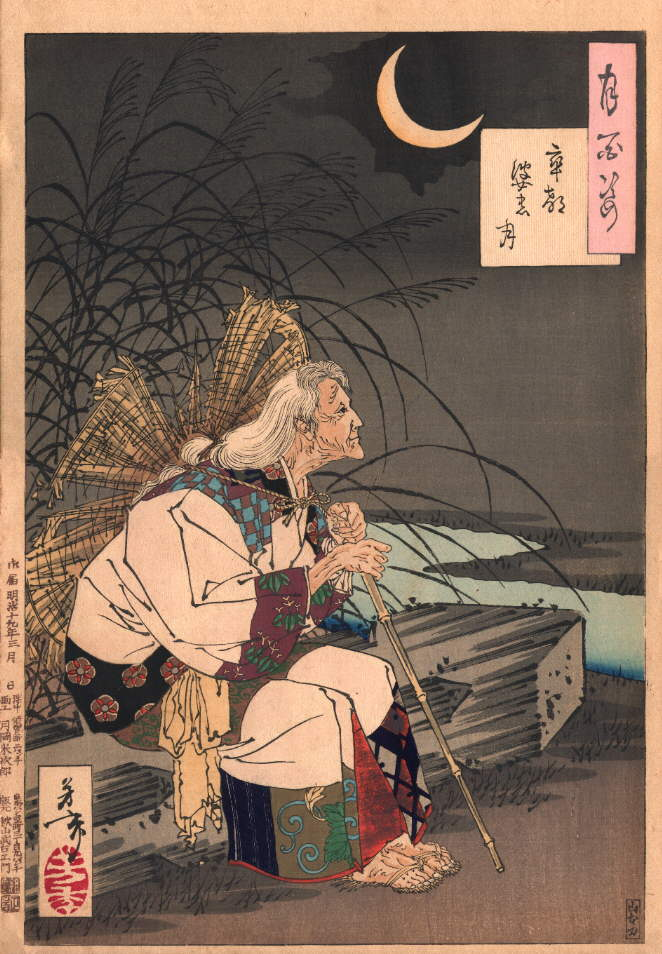
26.卒塔婆の月（日语：卒都婆小町）
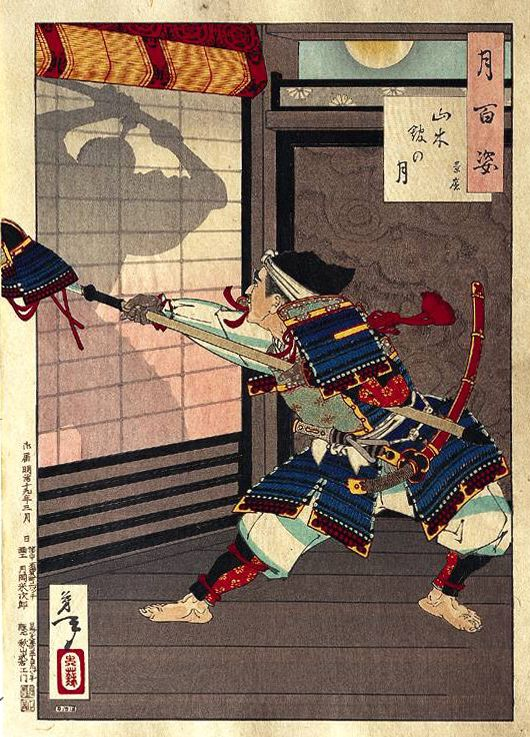
27. 山木館の月　景廉
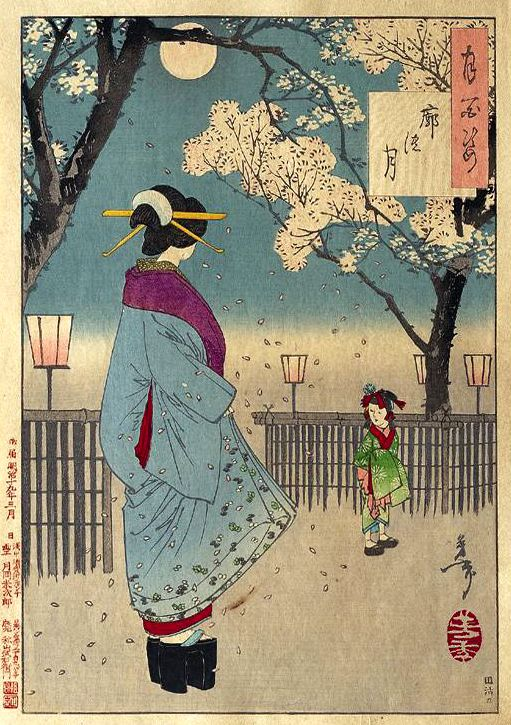
28. 廓の月
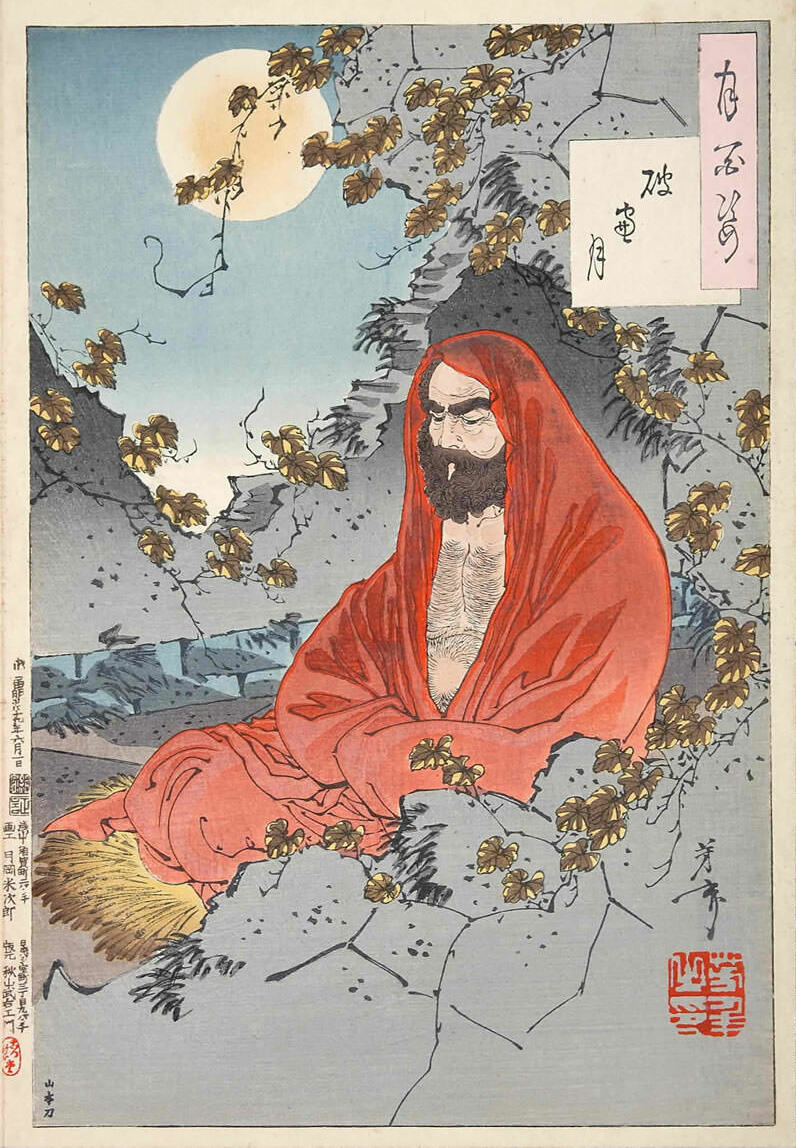
29. 破窓月
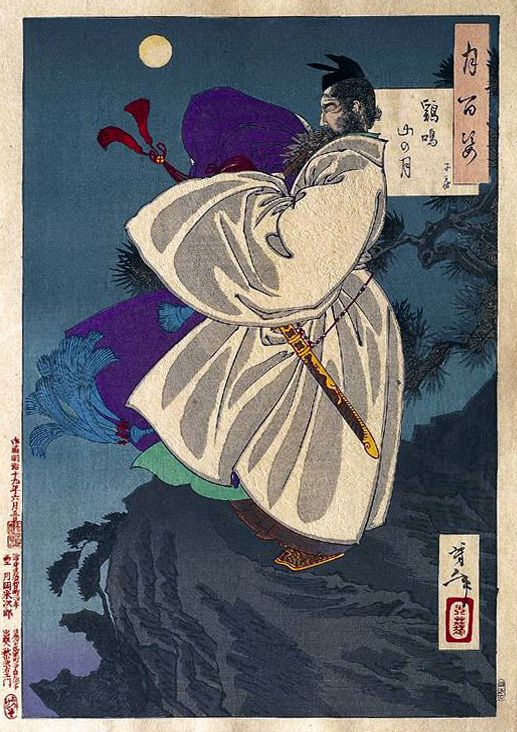
30. 鶏鳴山の月　子房
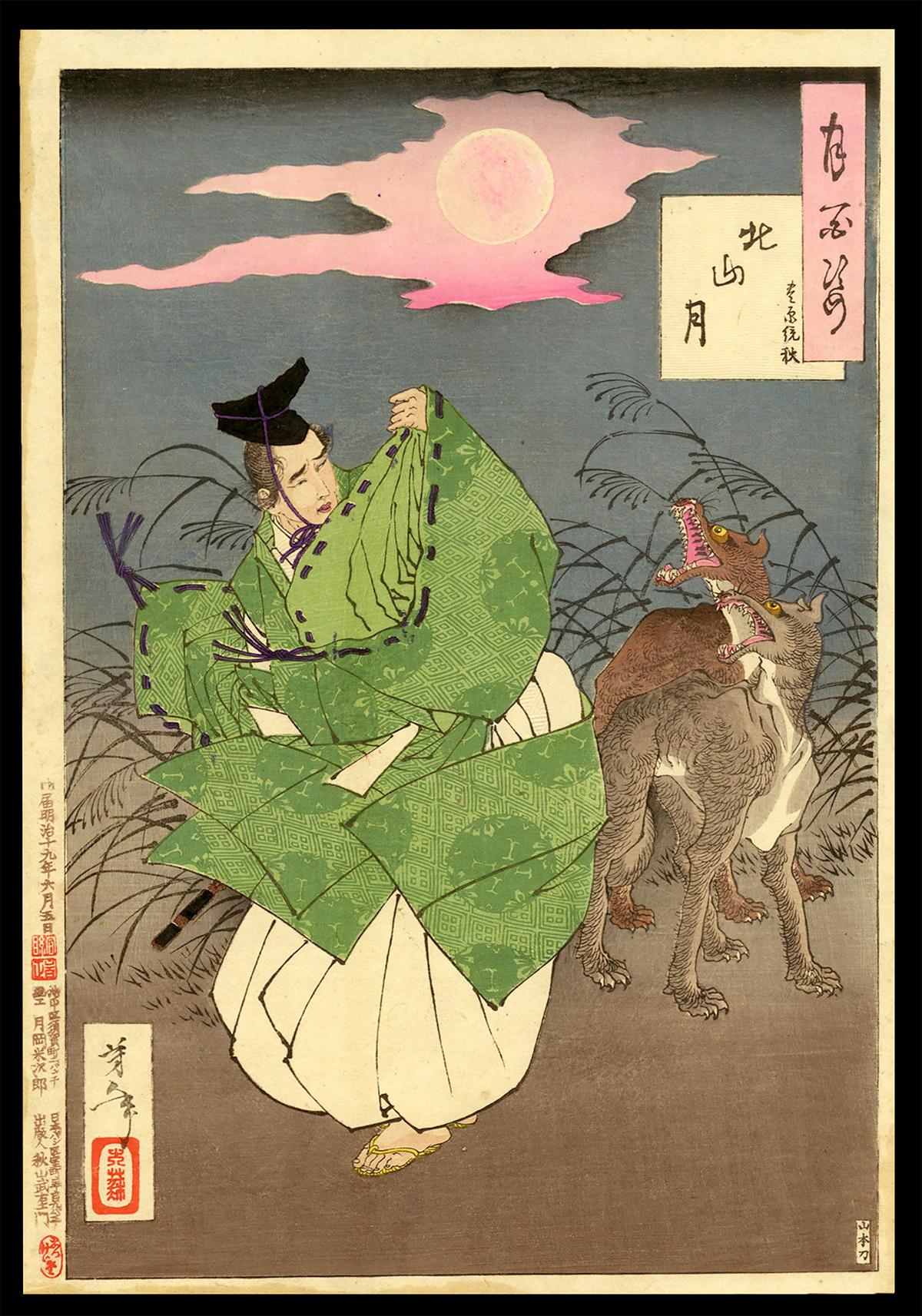
31. 北山月　豊原統秋（日语：豊原統秋）
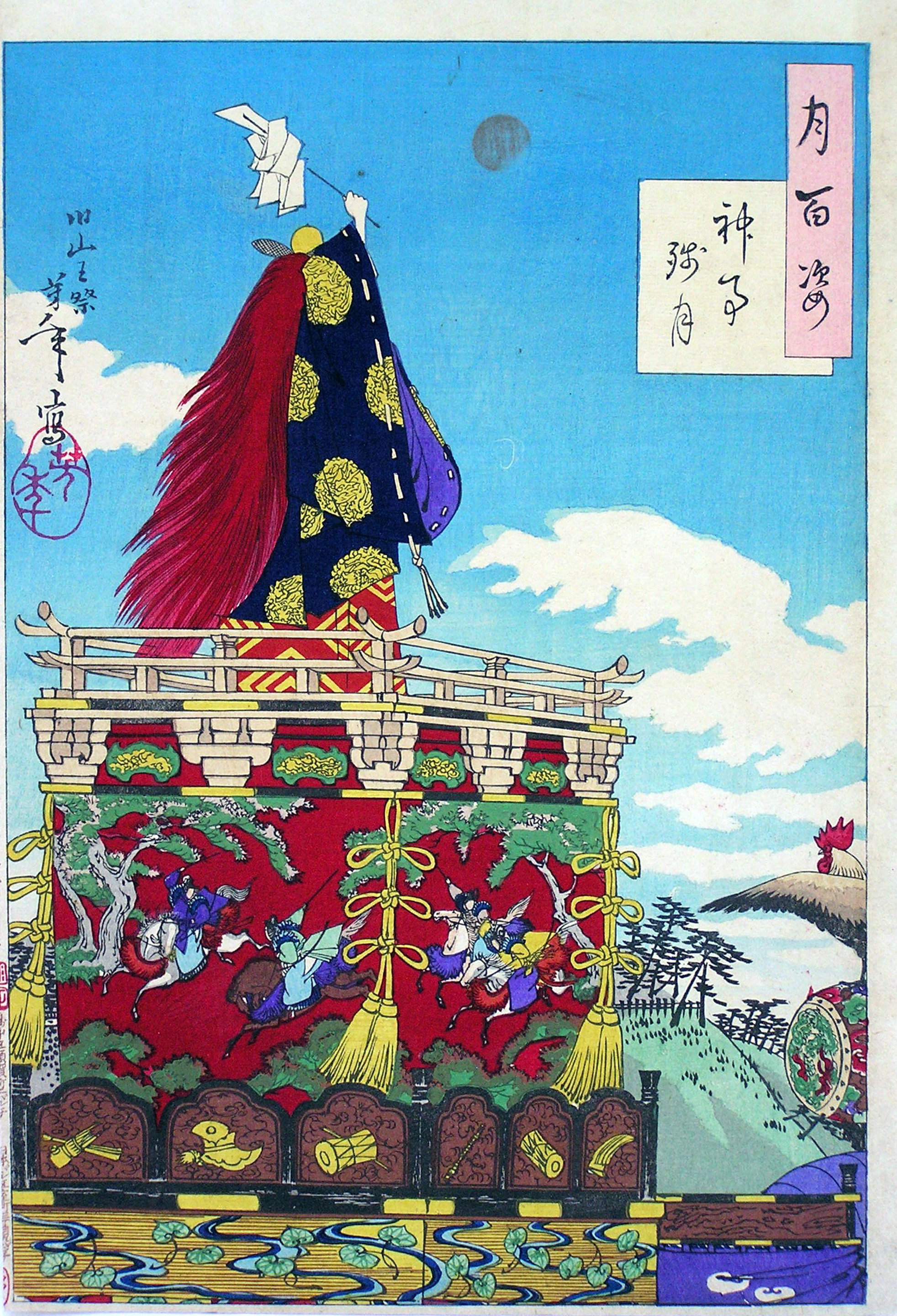
32. 神事残月（日语：山王祭 (千代田区)）
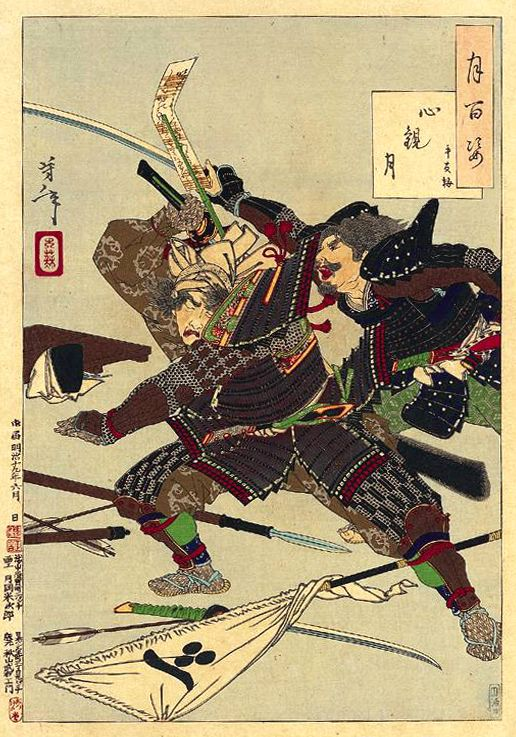
33. 心観月　手友梅[注釈 4]
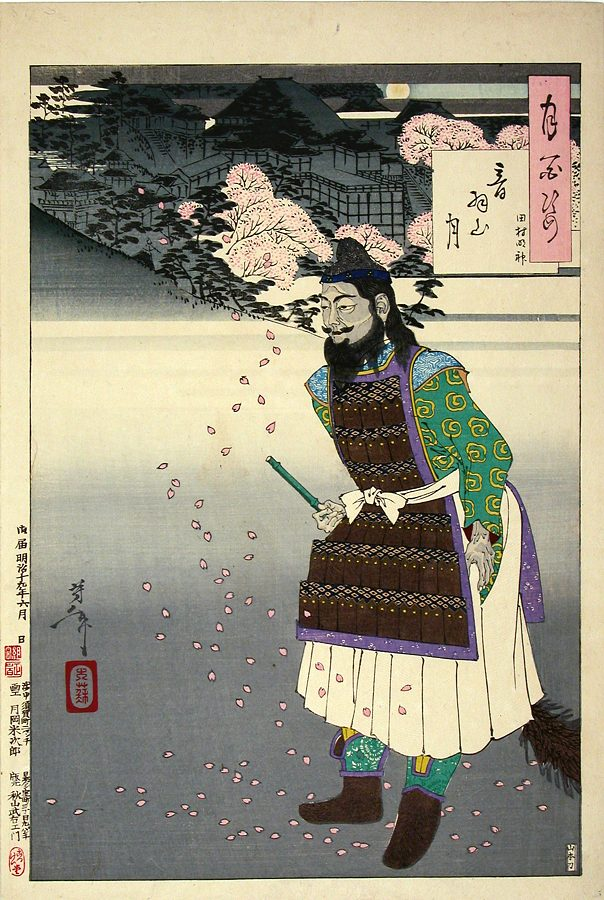
34. 音羽山月　田村明神
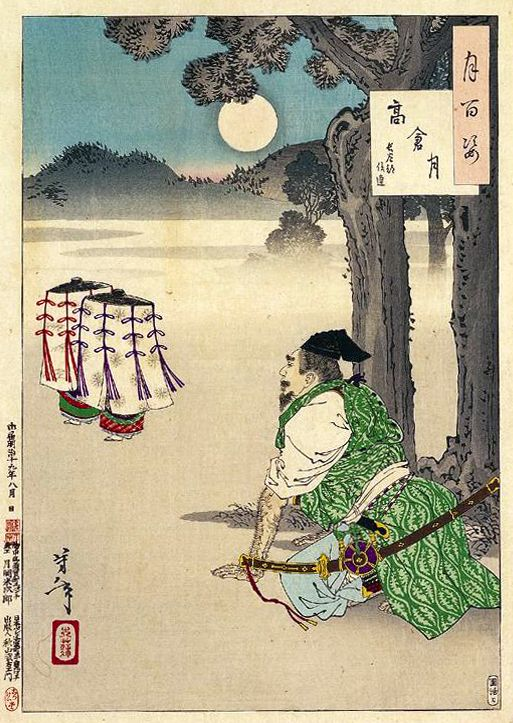
35. 高倉月　長谷部信連
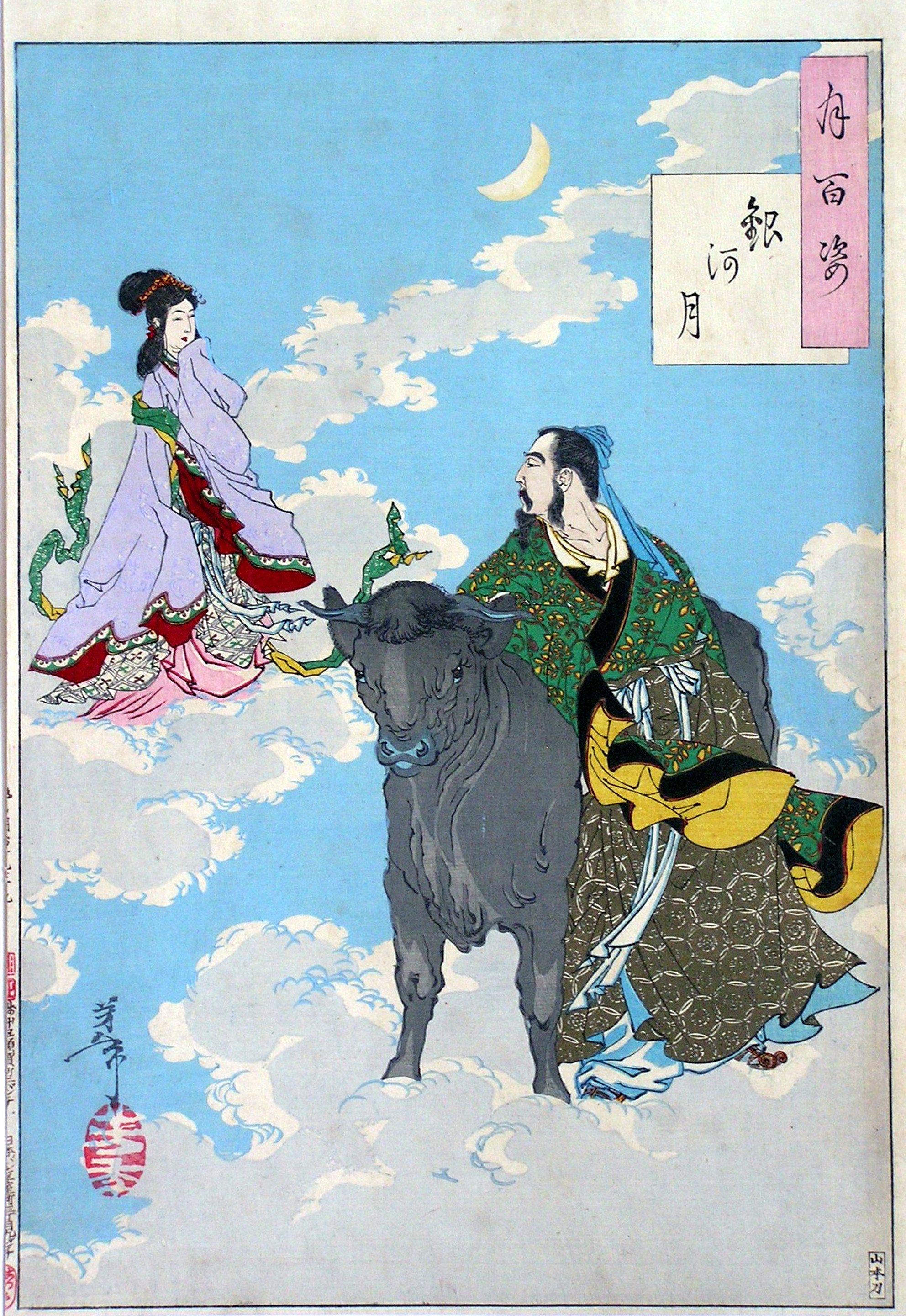
36. 銀河月
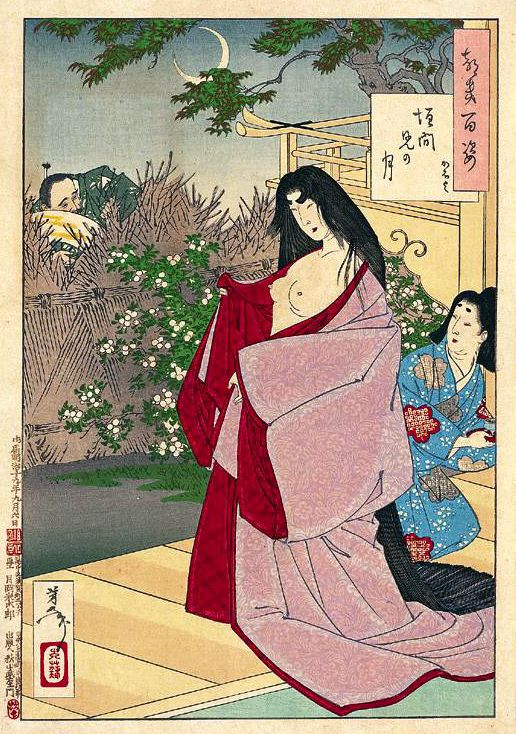
37. 垣間見の月　かほよ（日语：塩冶高貞#塩冶判官と『仮名手本忠臣蔵』）
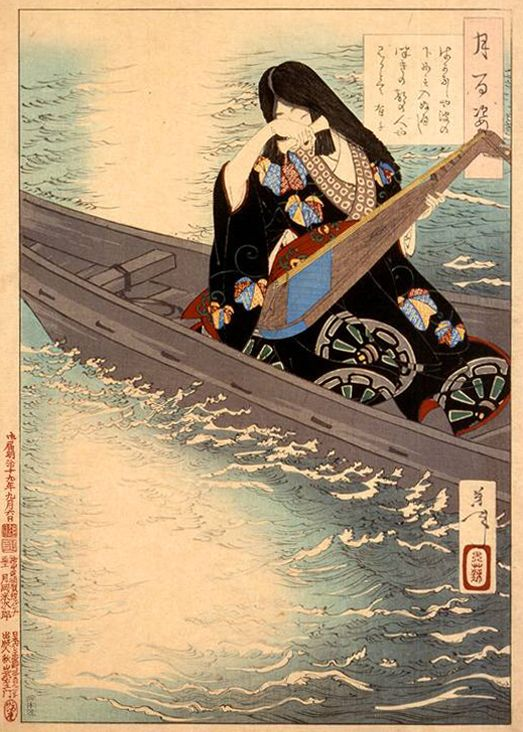
38. はかなしや波の下にも入ぬへし つきの都の人や見るとて　有子[注釈 5]
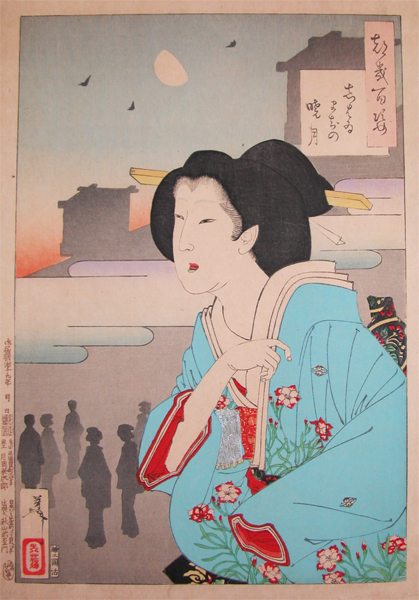
39. しはゐまち（日语：江戸三座）の暁月
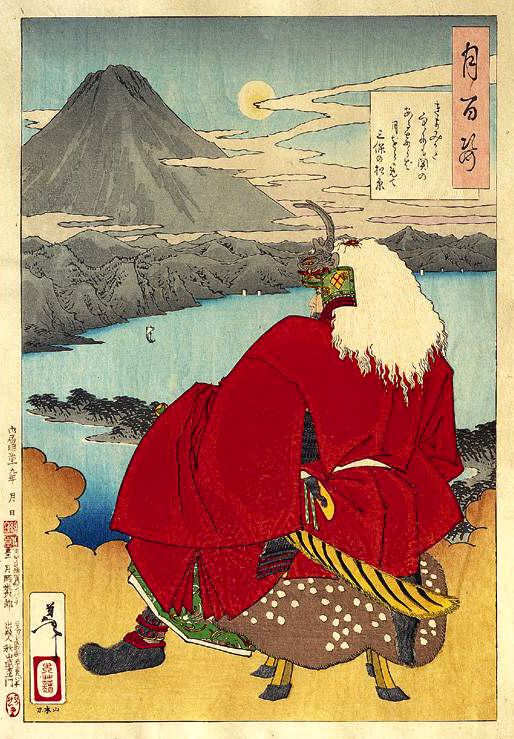
40. きよみかた空にも関のあるならば 月をとゝめて三保の松原
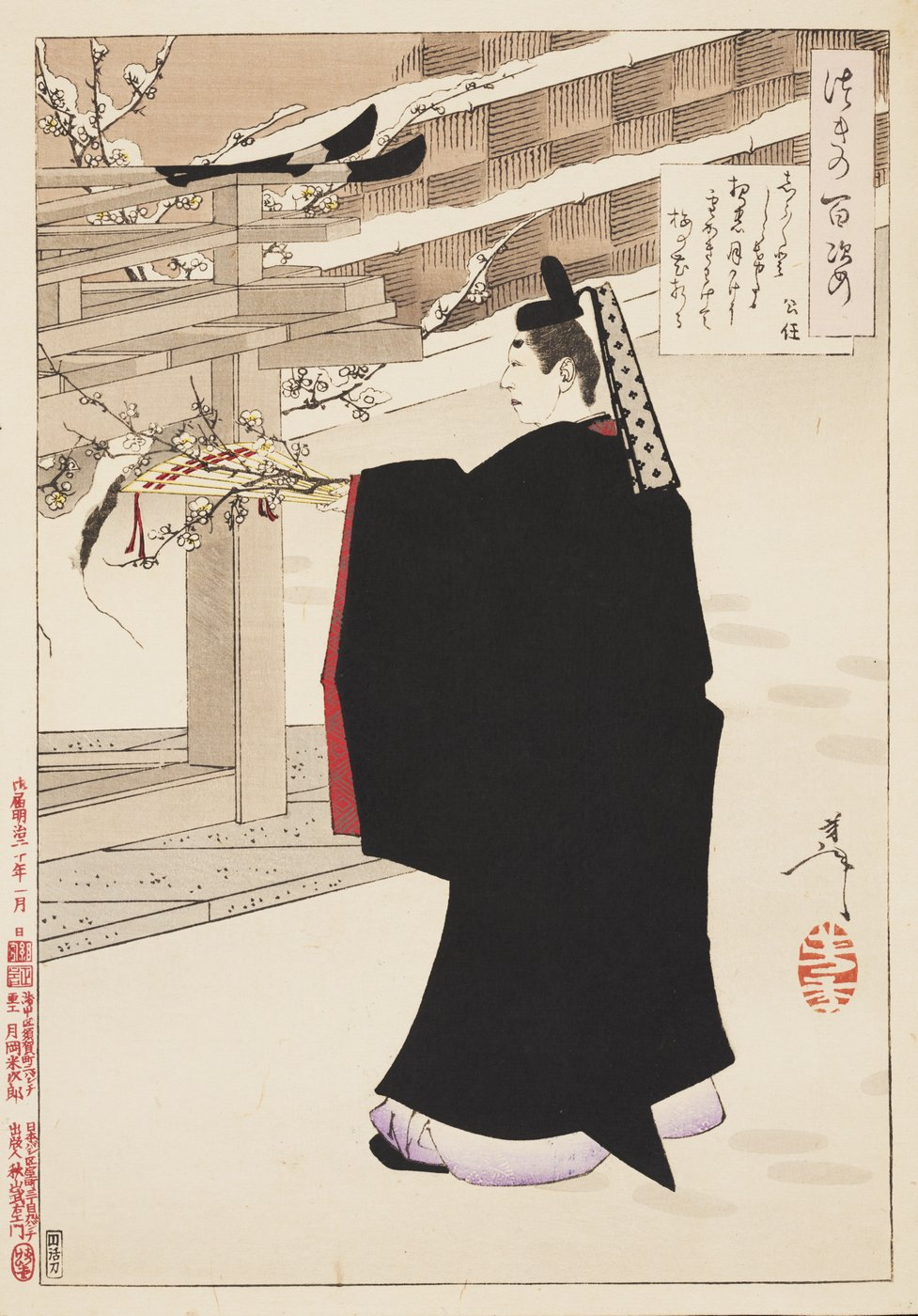
41. しらしらとしらけたる夜の月かけに 雪かきわけて梅の花折る　公任
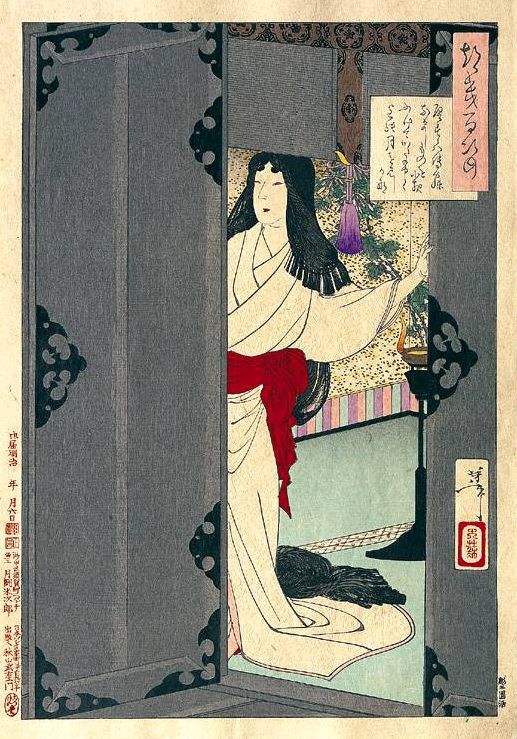
42. やすらはて寝なましものを小夜ふけて かたふく迄の月を見しかな
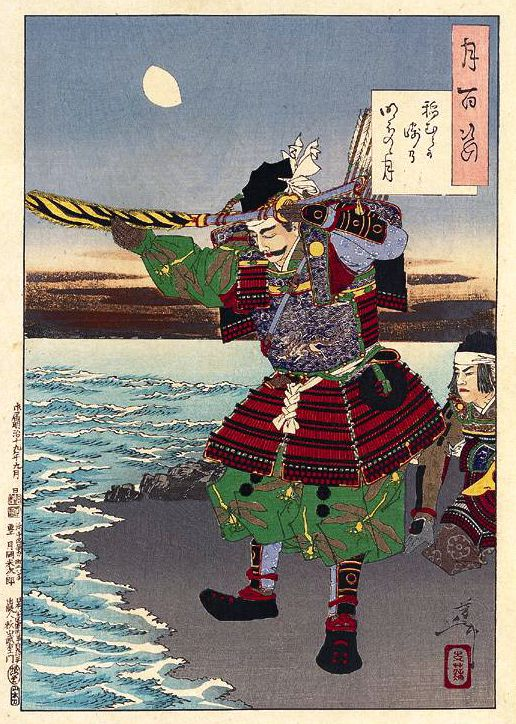
43. 稲むらか崎の明ほのゝ月
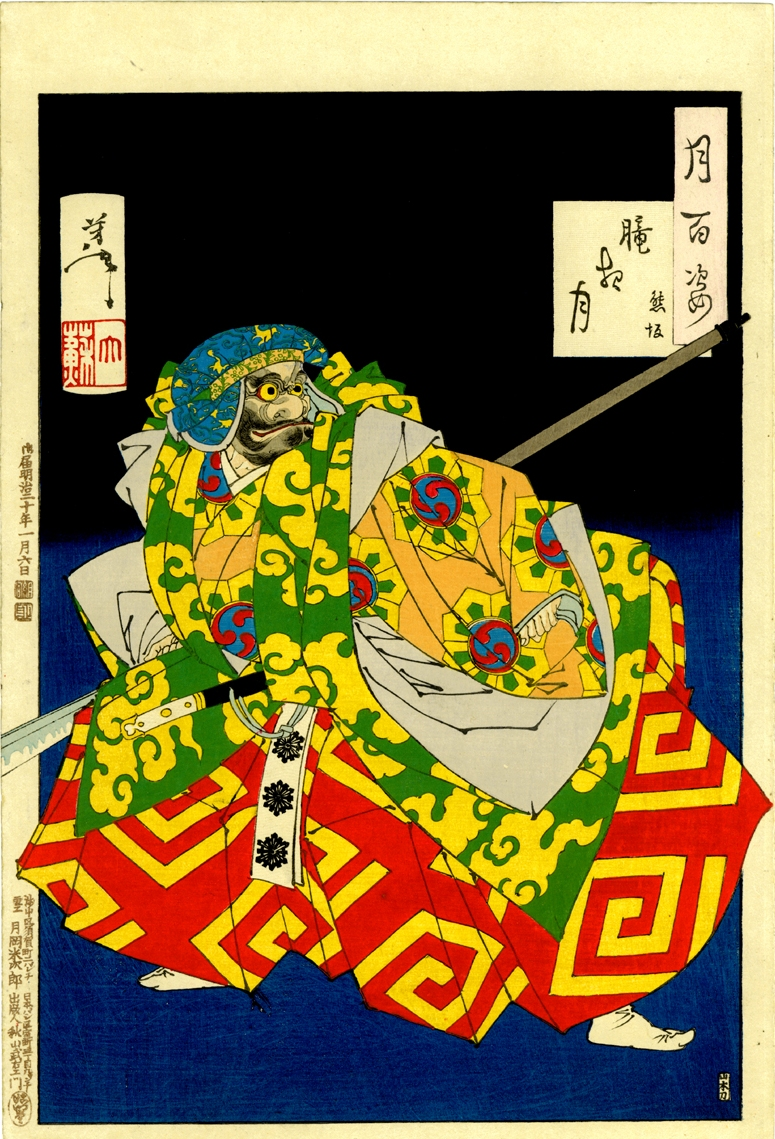
44. 朧夜月　熊坂（日语：熊坂長範）
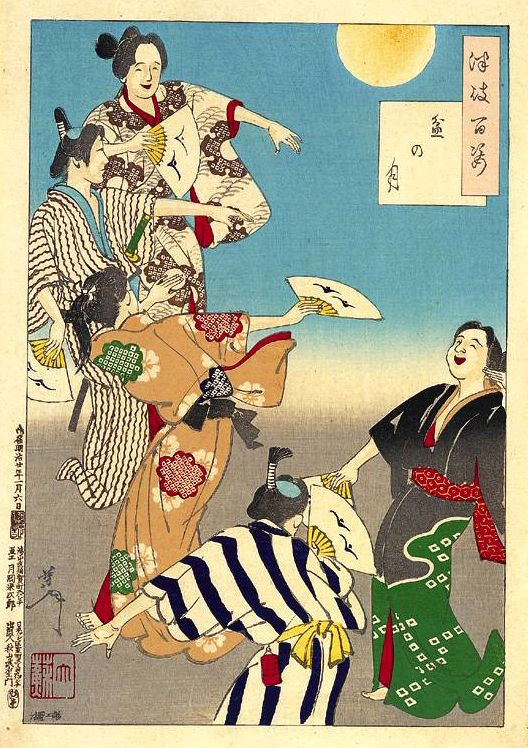
45. 盆の月
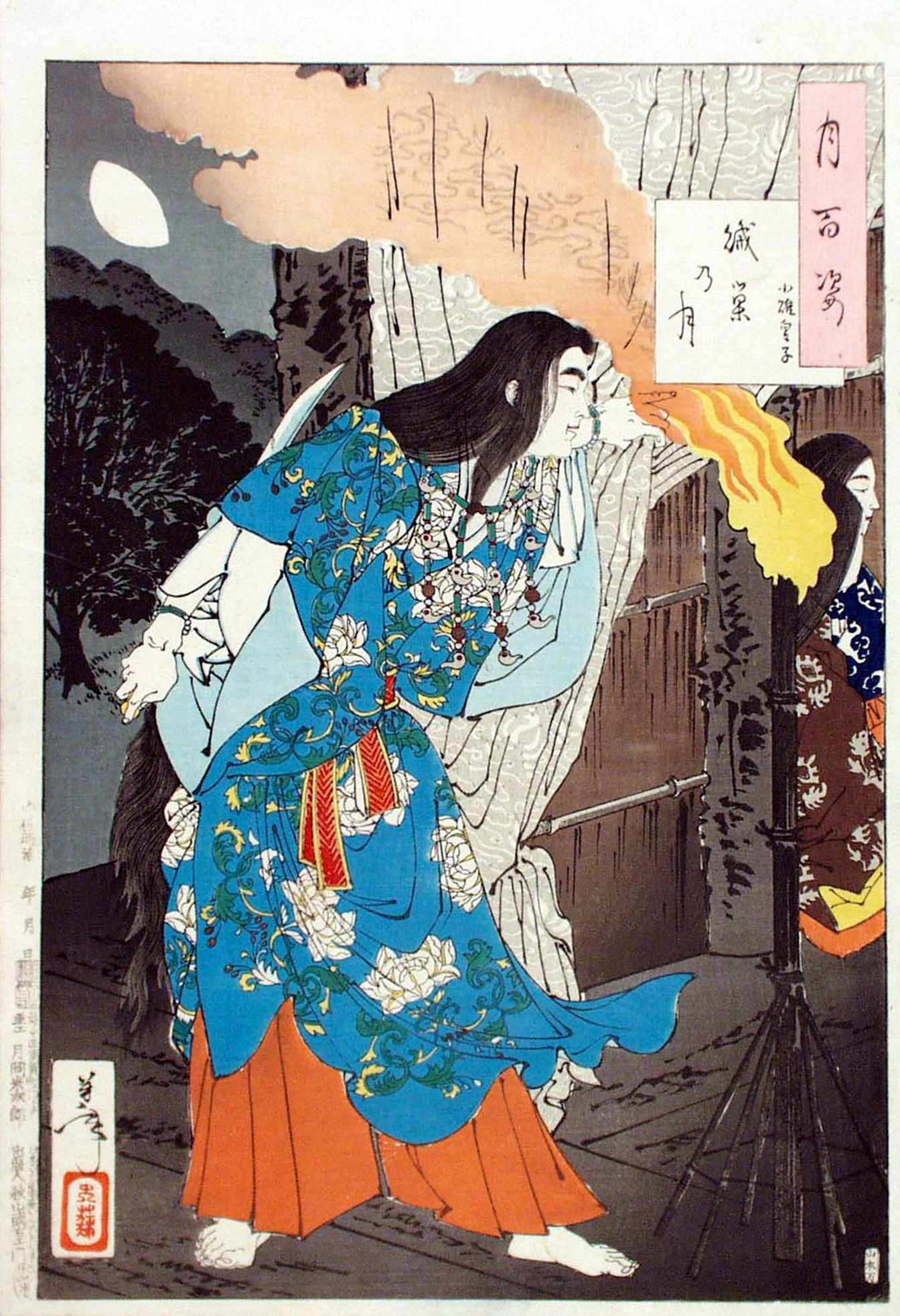
46. 賊巣の月　小碓皇子
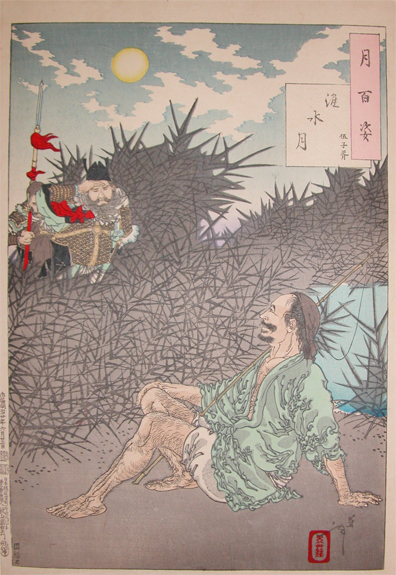
47. 淮水月　伍子胥
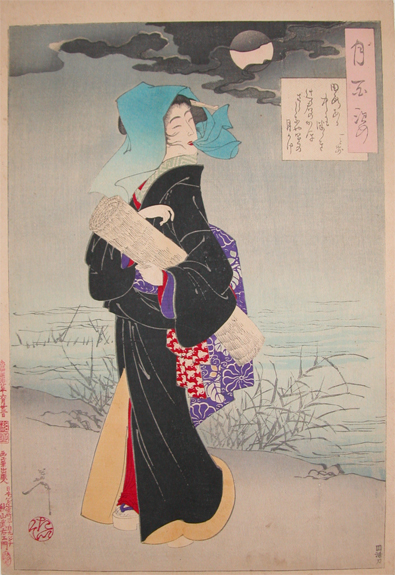
48. 田毎ある中にもつらき辻君の かほさらしなや運の月かけ　一とせ[注釈 6]
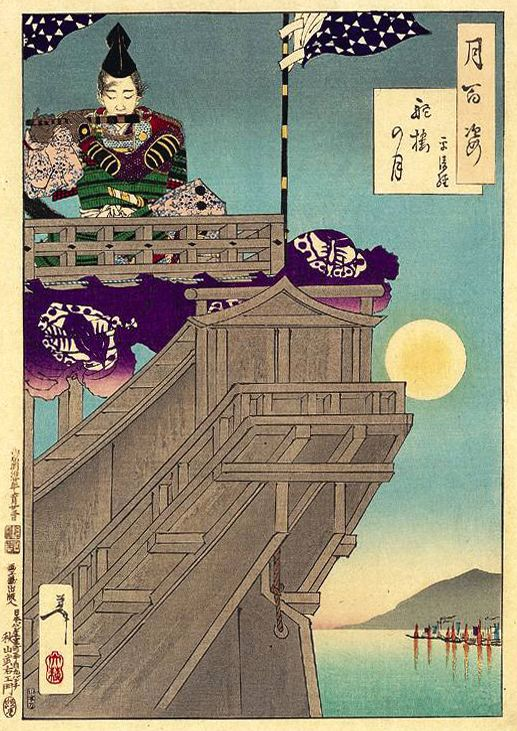
49. 舵楼の月　平清経
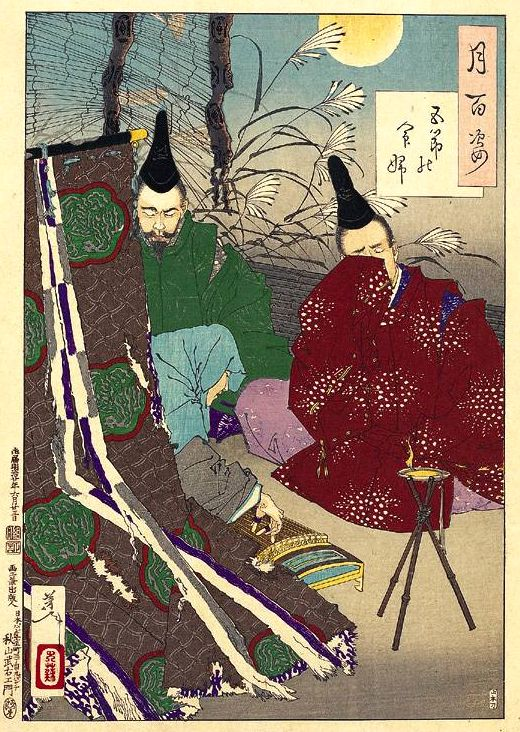
50. 五節の命婦[注釈 7]
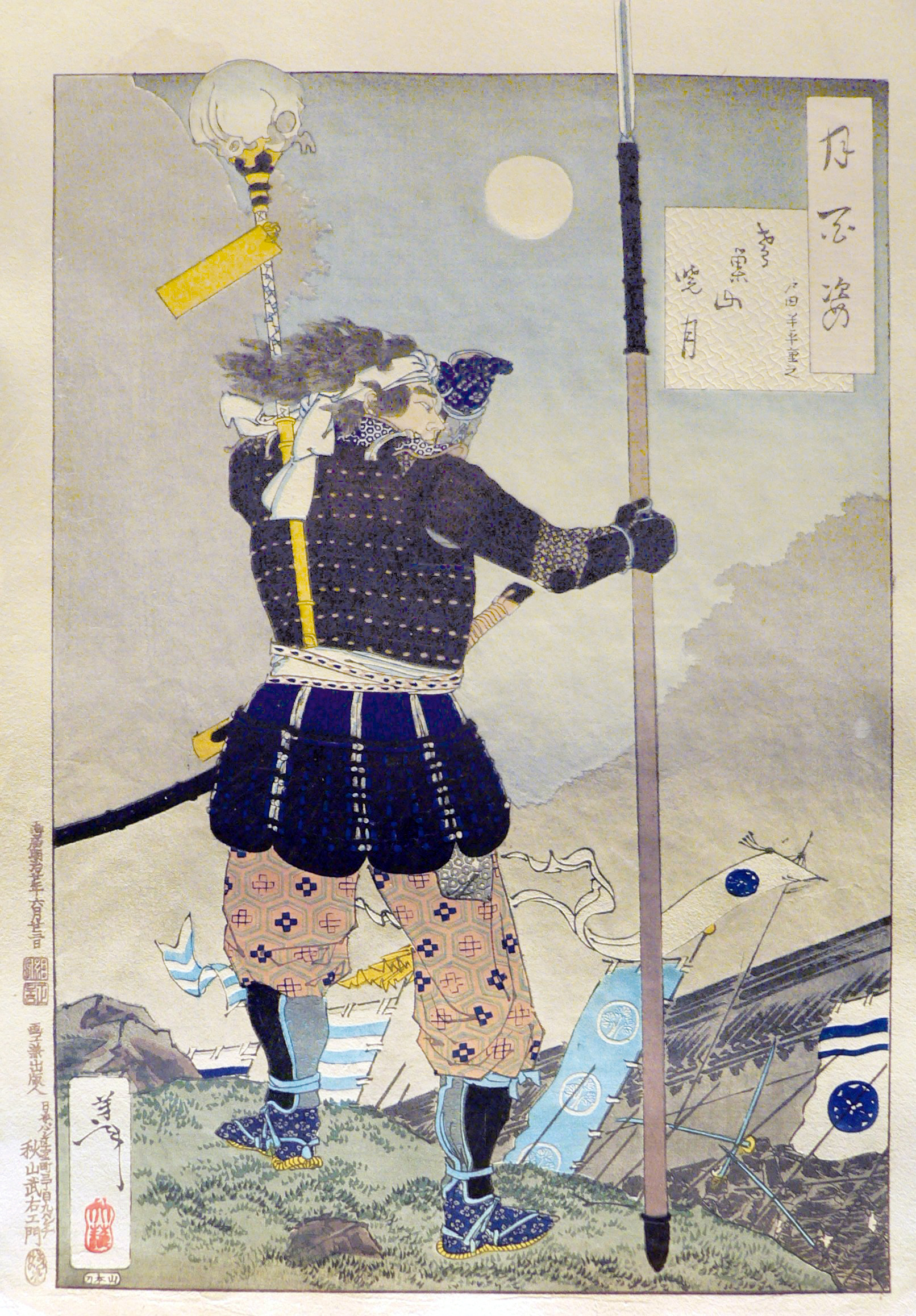
51.　鳶巣山暁月　戸田半平重之[注釈 8]
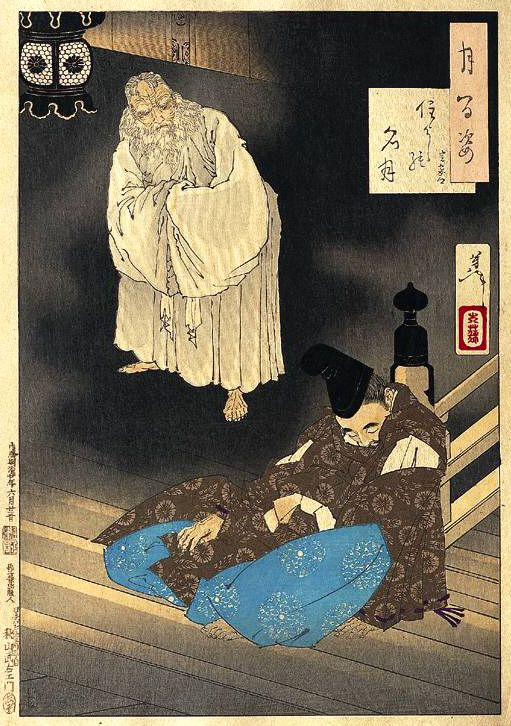
52.　住よしの名月　定家卿[注釈 9]
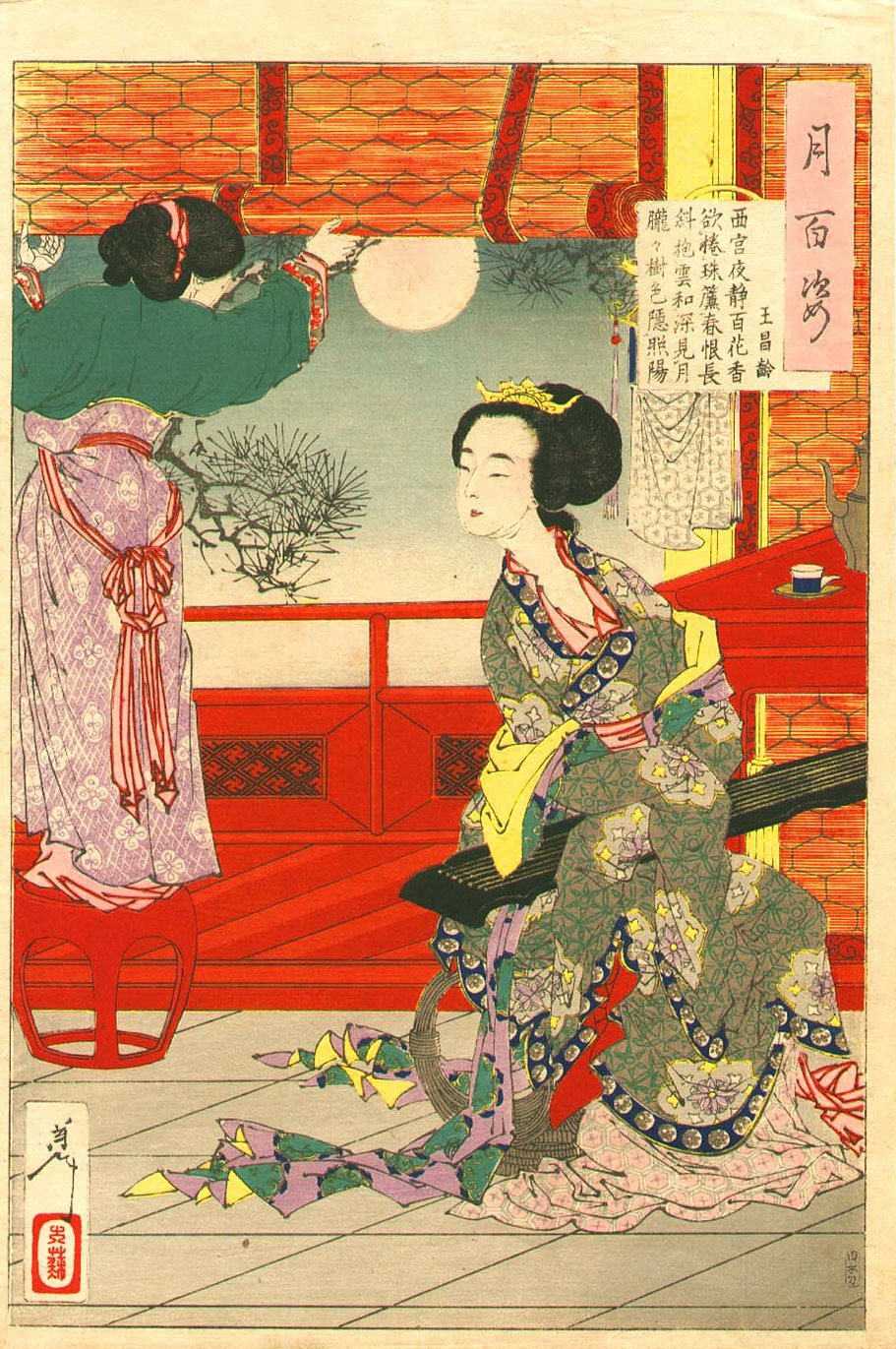
53.　西宮夜静百花香 欲捲珠簾春恨長 斜抱雲和深見月 朧々樹色隠照陽　王昌齢
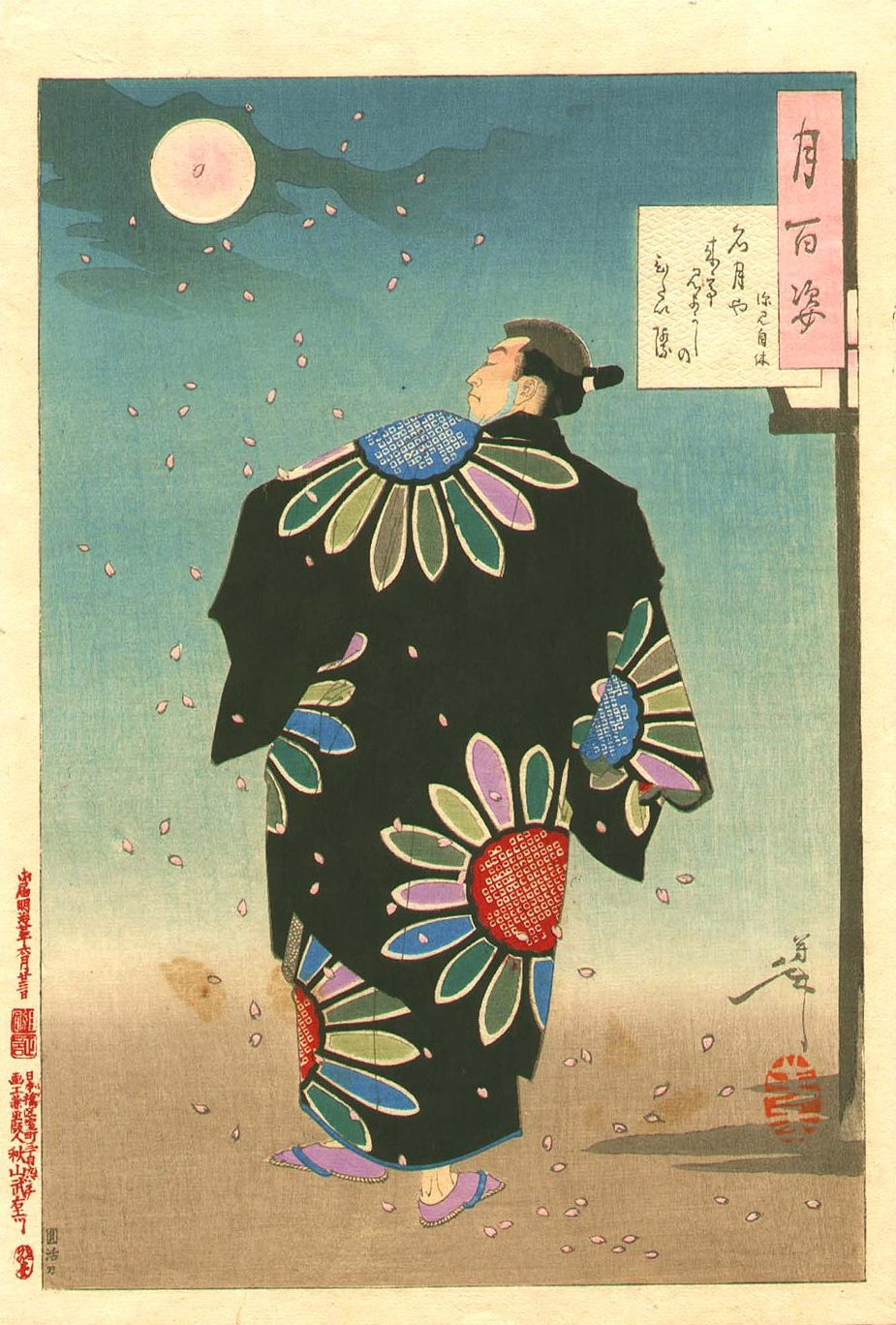
54.　名月や来てみよかしのひたい際　深見自休[注釈 10]
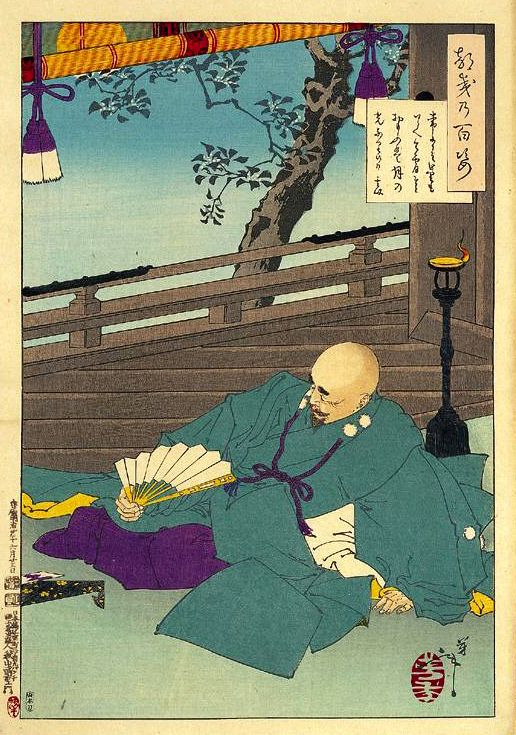
55.　常にこそ曇もいとへと今宵そと おもふは月の光なりけり　玄以
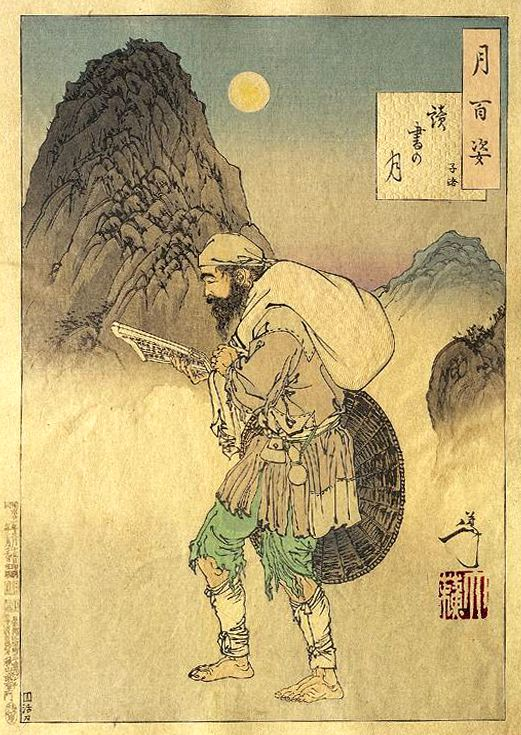
56.　読書の月　子路
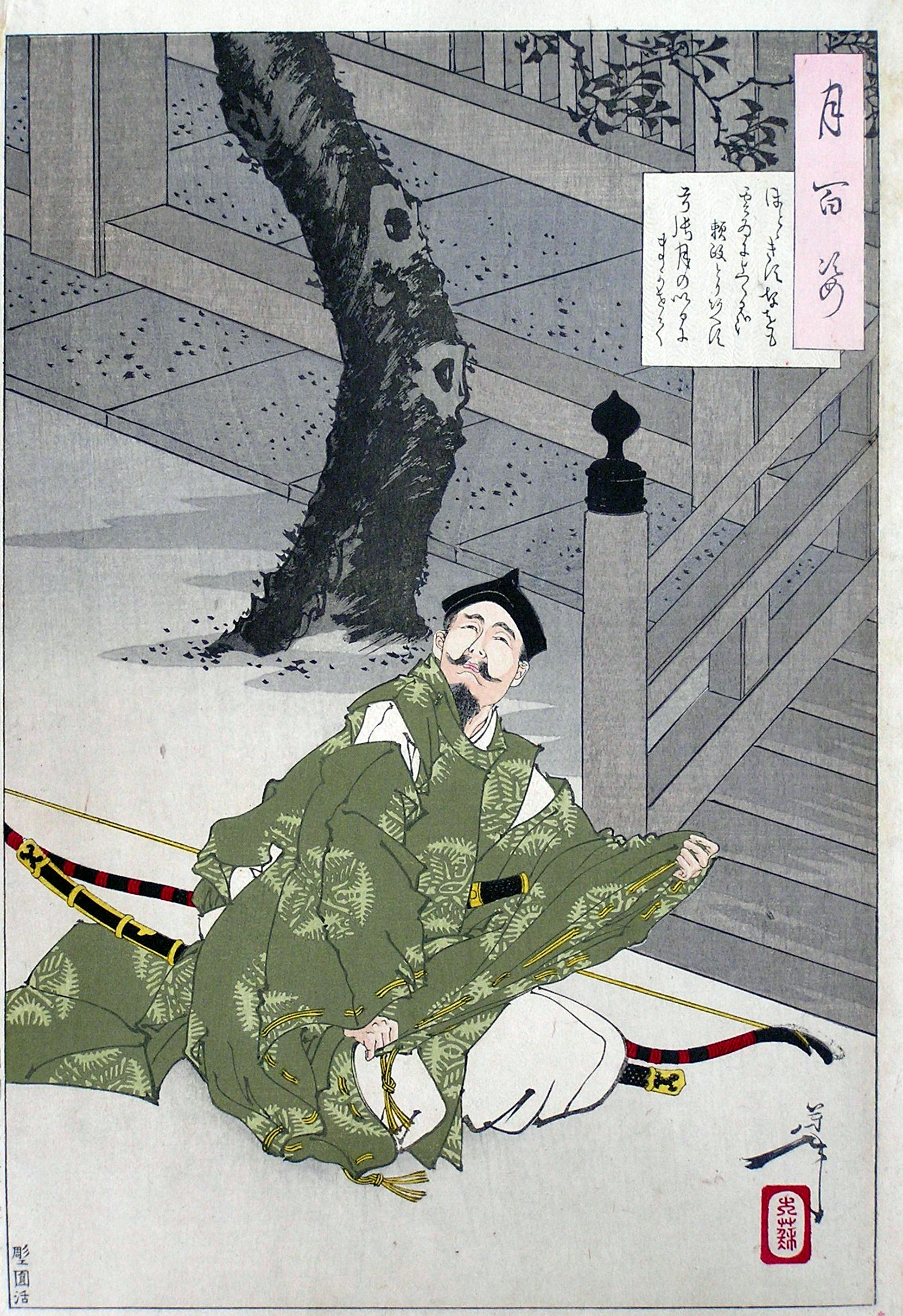
57.　ほとゝきすなをも雲ゐに上るかな 頼政とりあへす 弓張月のいるにまかせて
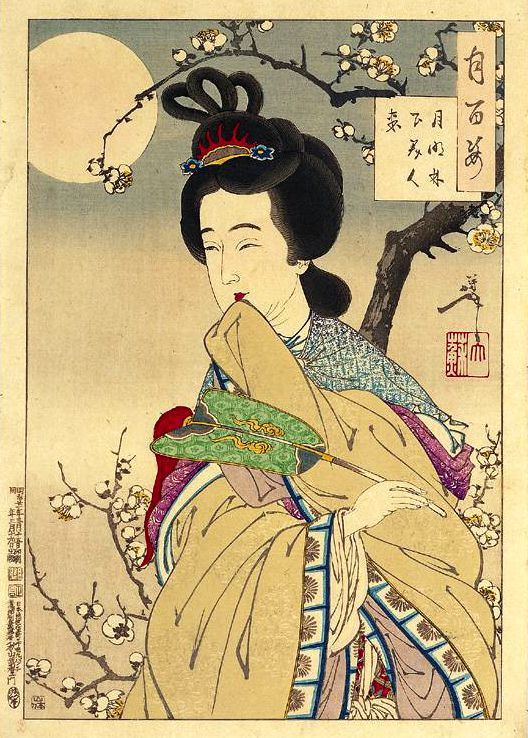
58.　月明林下美人来[注釈 11]
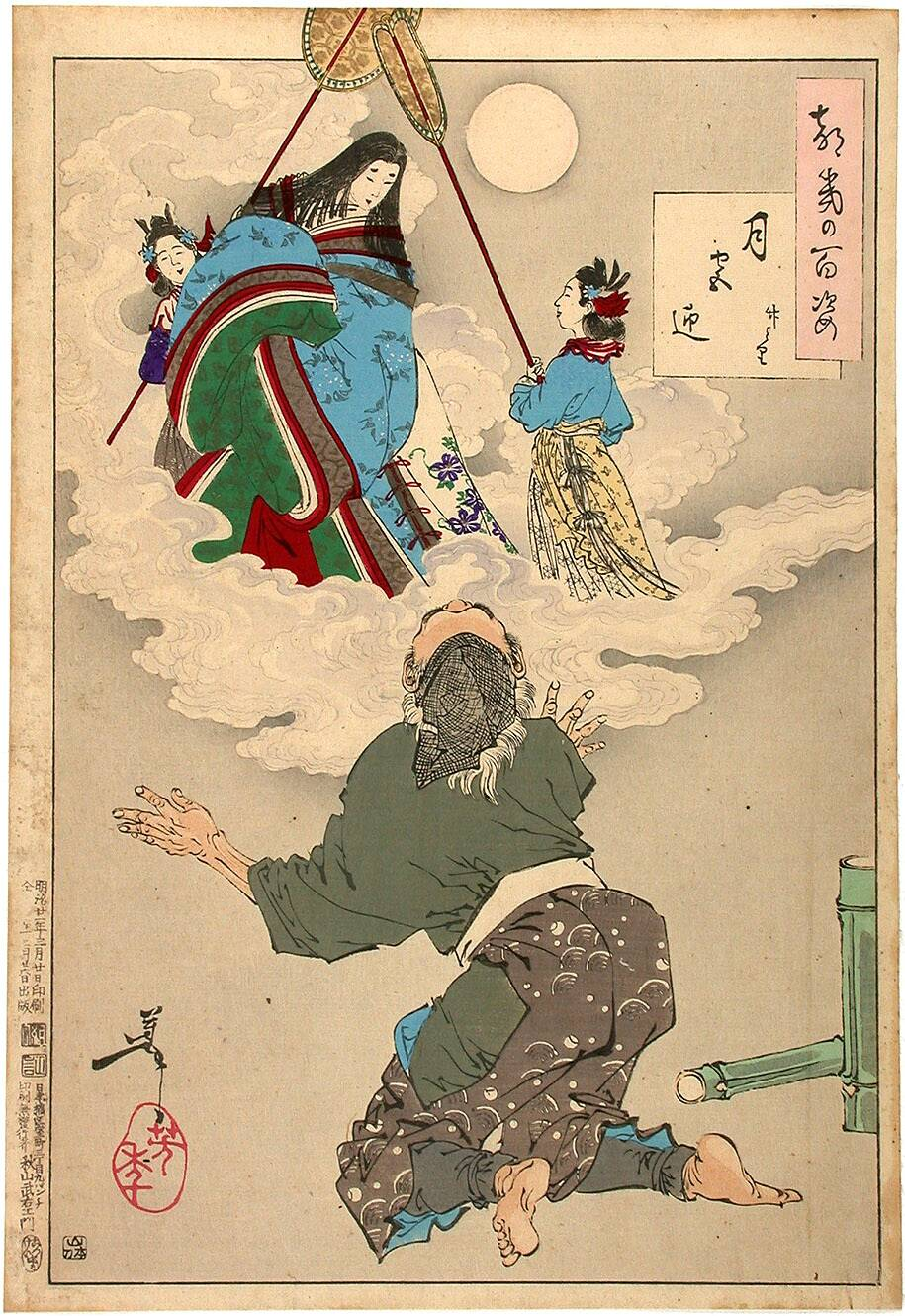
59.　月宮迎　竹とり
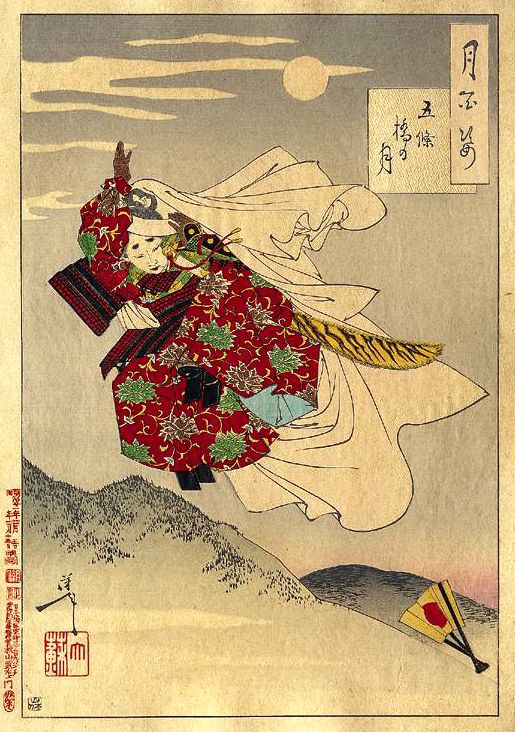
60.　五條橋の月
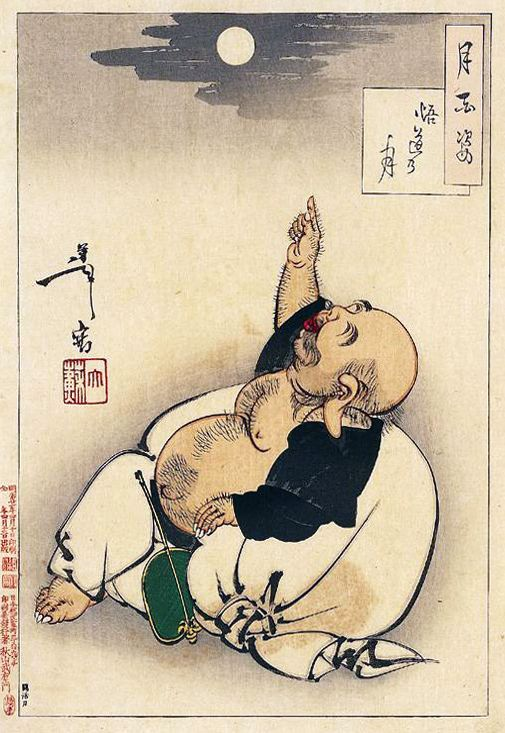
61.　悟道の月
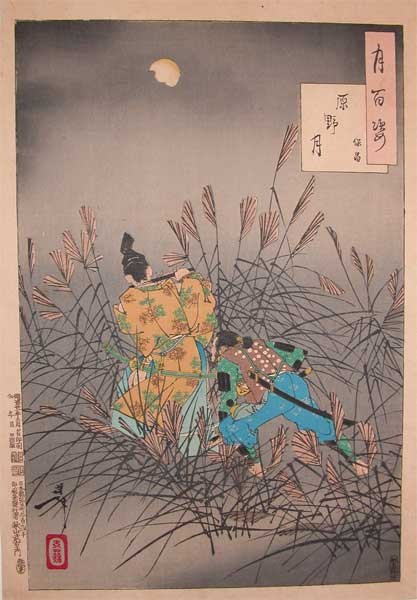
62.　原野月　保昌
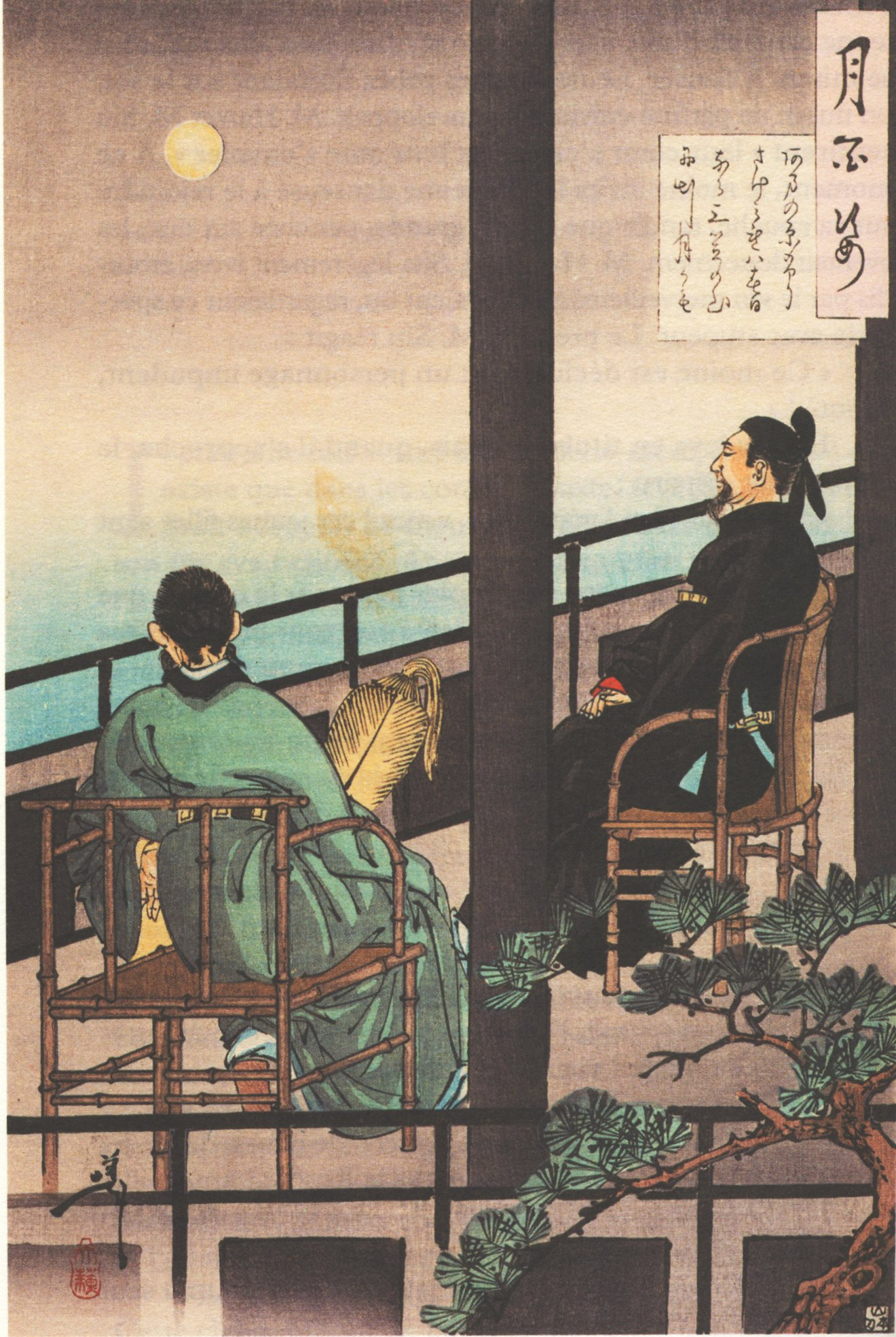
63.　あまの原ふりさけみれば春日なる 三笠の山に出し月かも
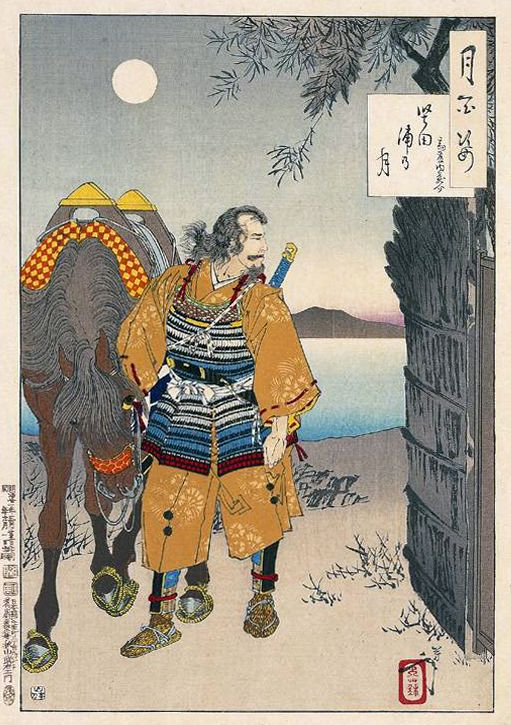
64.　堅田浦の月　斎藤内蔵介
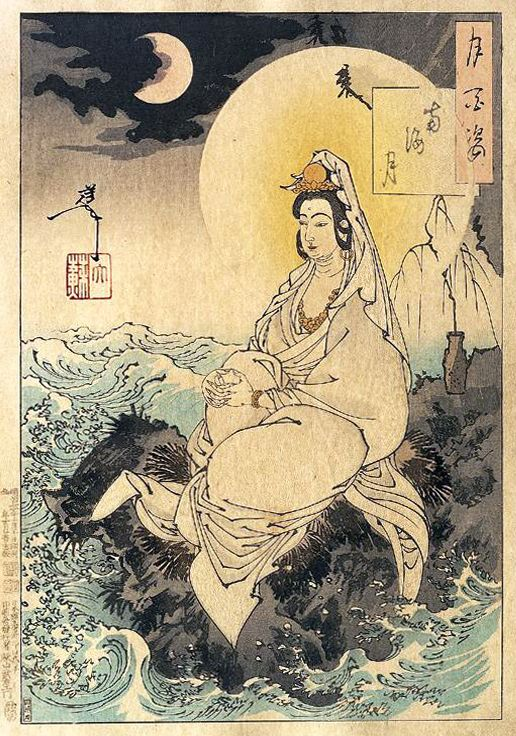
65.　南海月
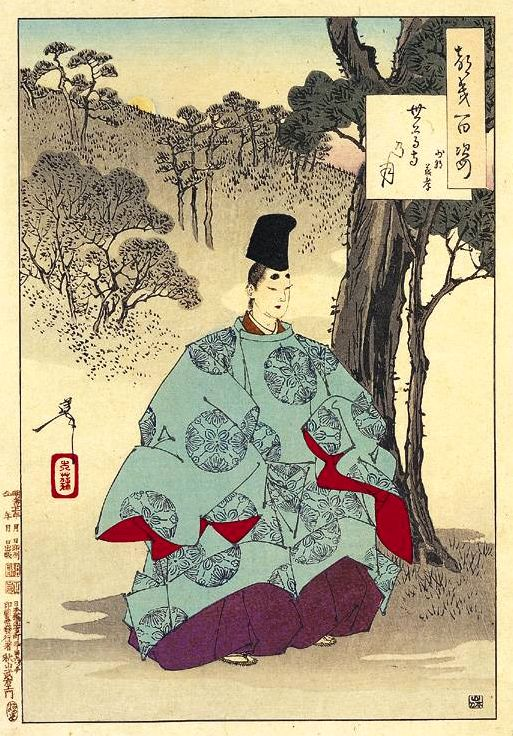
66.　世尊寺（日语：世尊寺家）の月　少将義孝
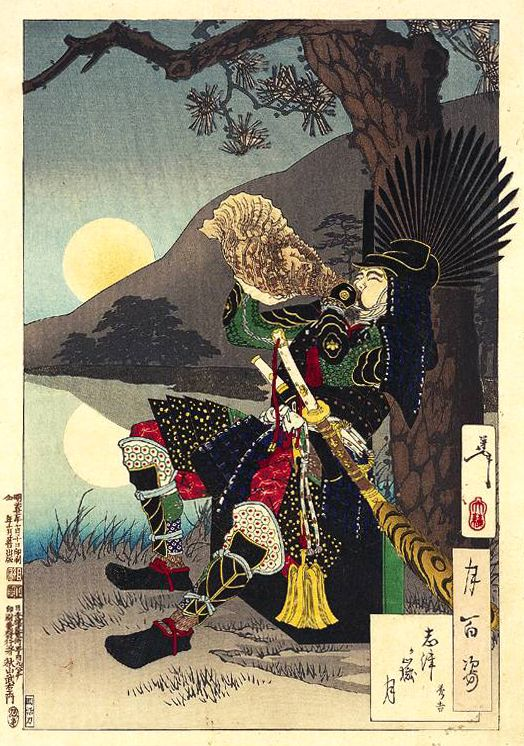
67.　志津か嶽月　秀吉
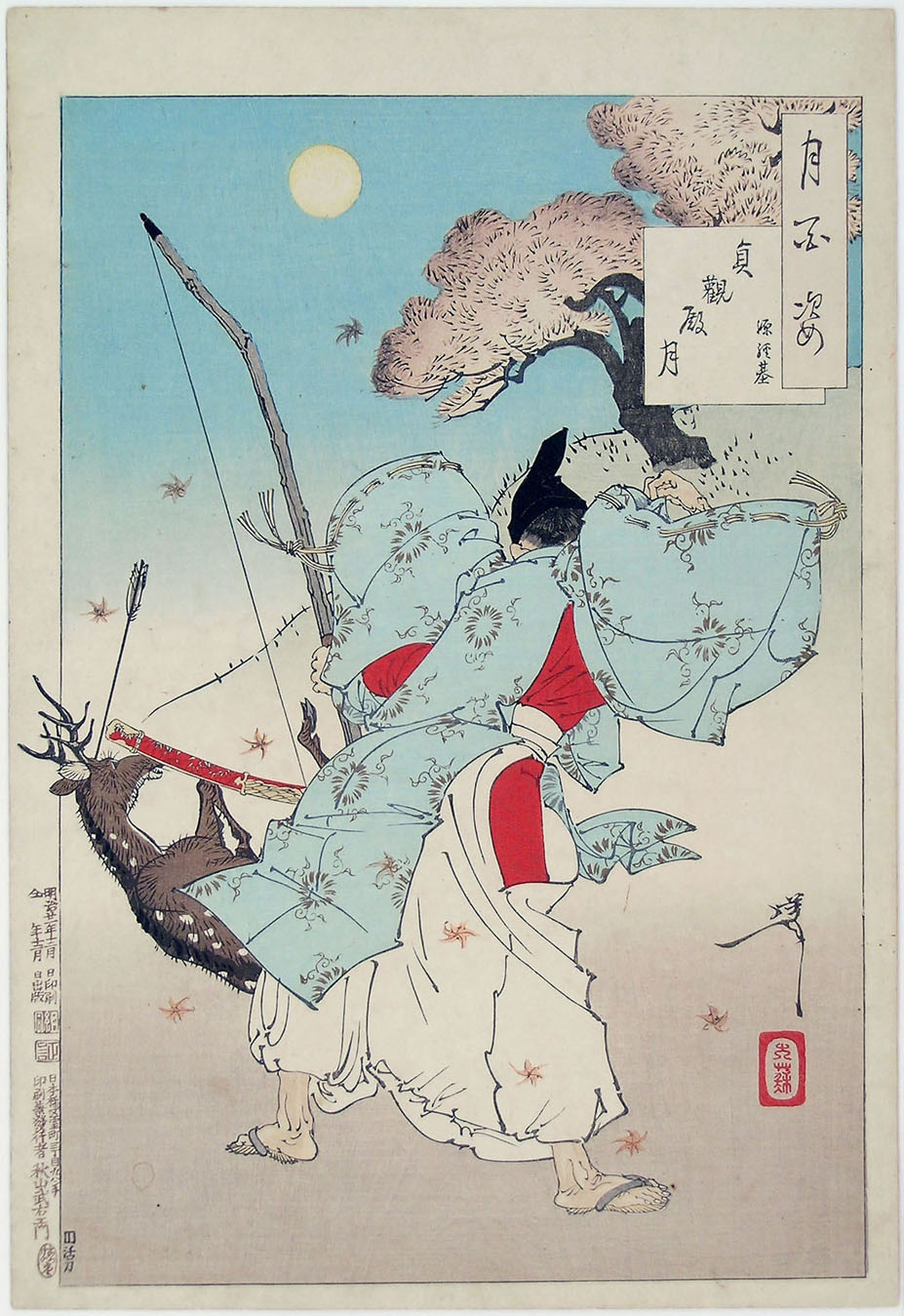
68.　貞観殿月　源経基
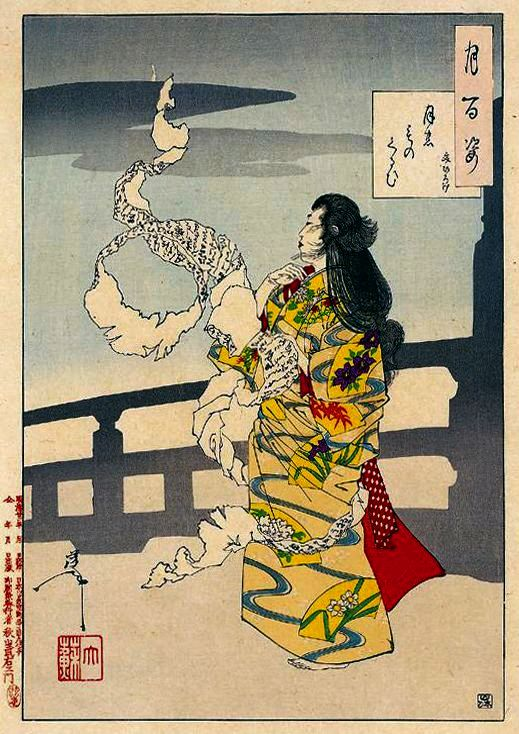
69.　月のものくるひ　文ひろけ[注釈 12]
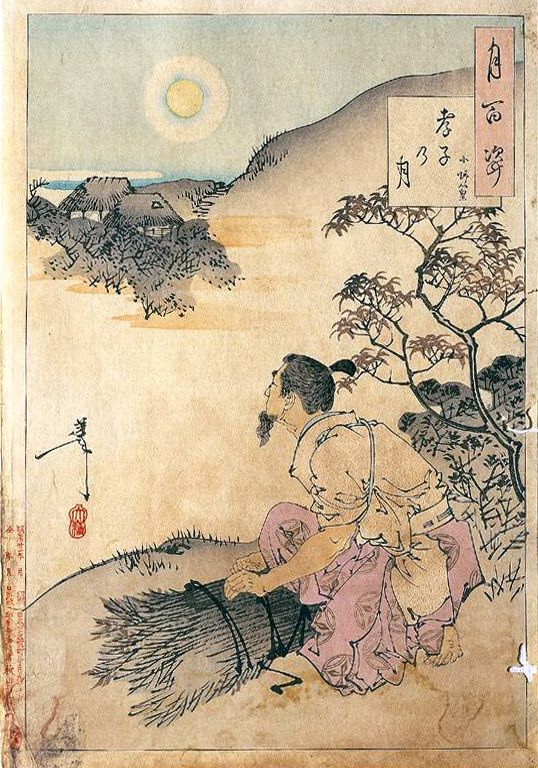
70.　孝子の月　小野篁
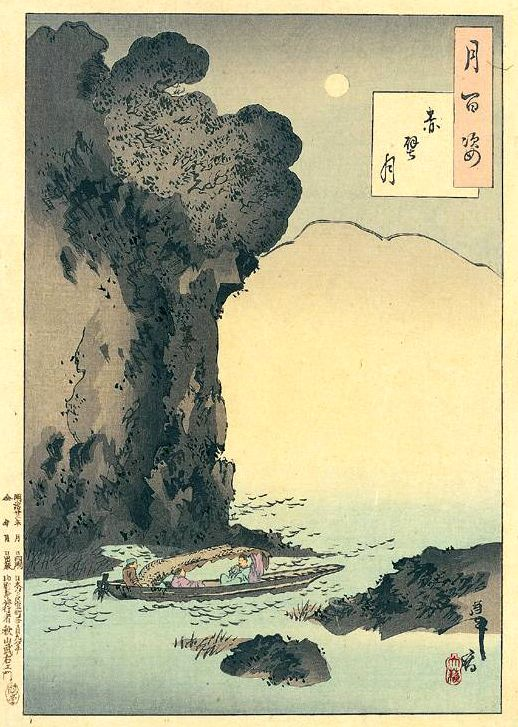
71.　赤壁月
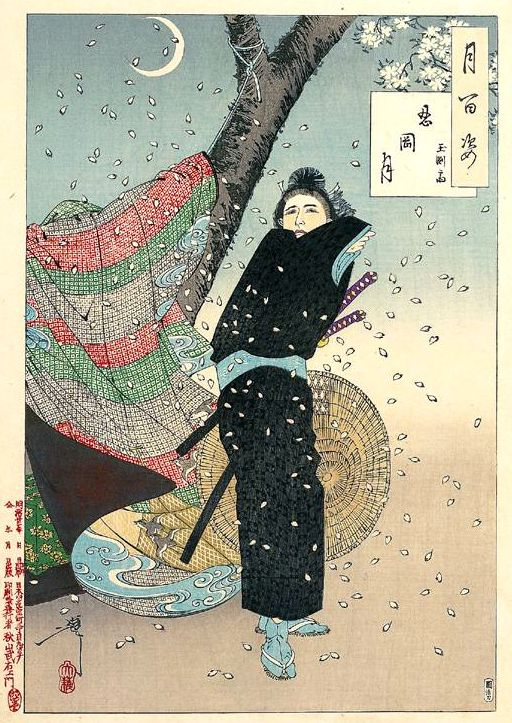
72.　忍岡月　玉渕斎[注釈 13]
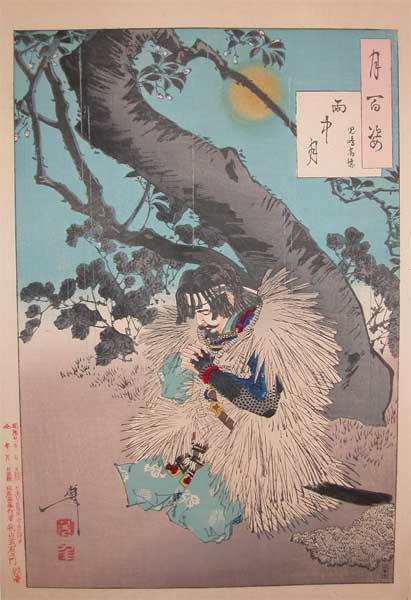
73.　雨中月　児嶋高徳
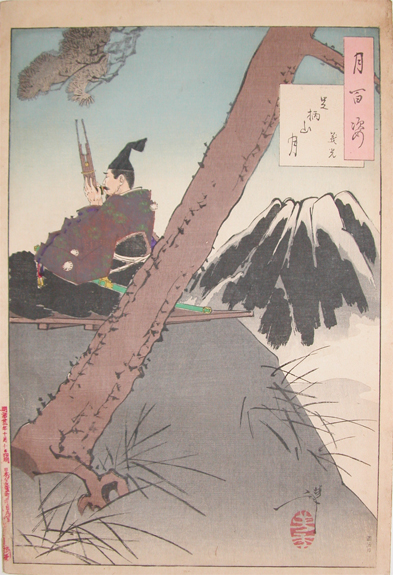
74.　足柄山（日语：金時山）月　義光
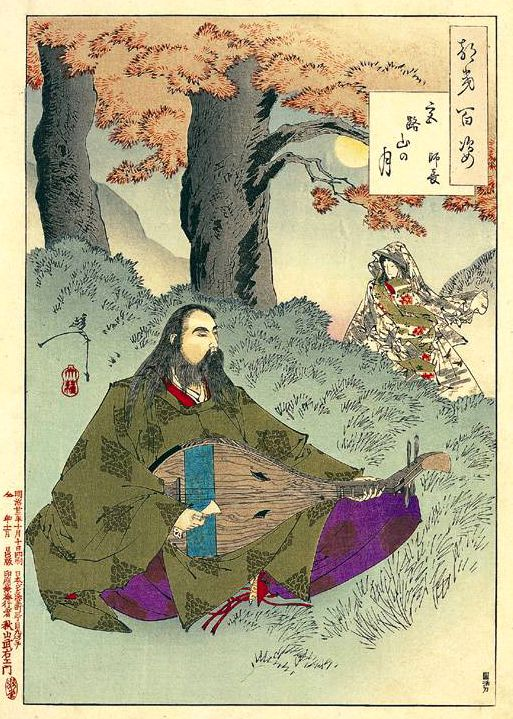
75.　宮路山の月　師長
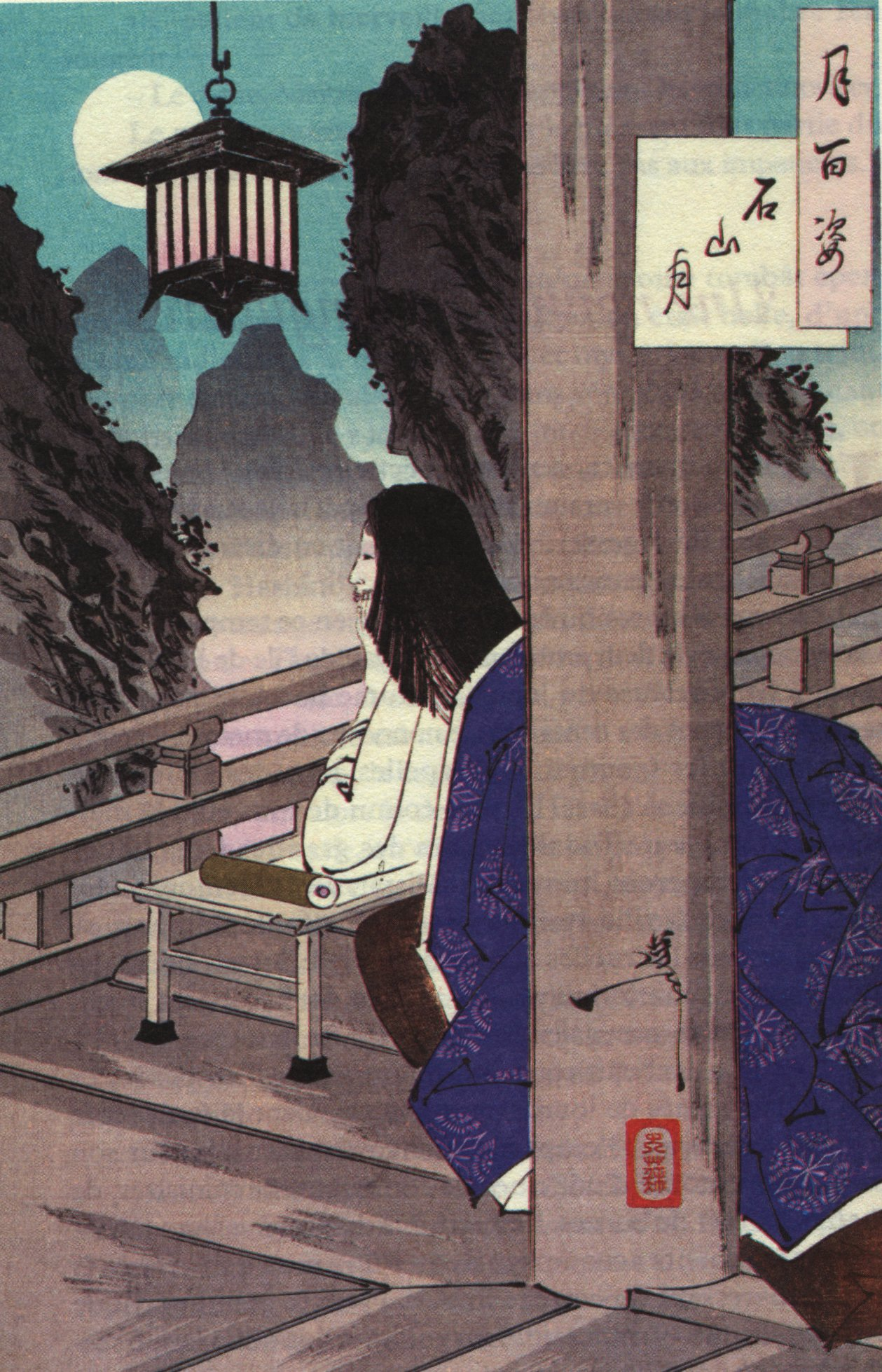
76.　石山月
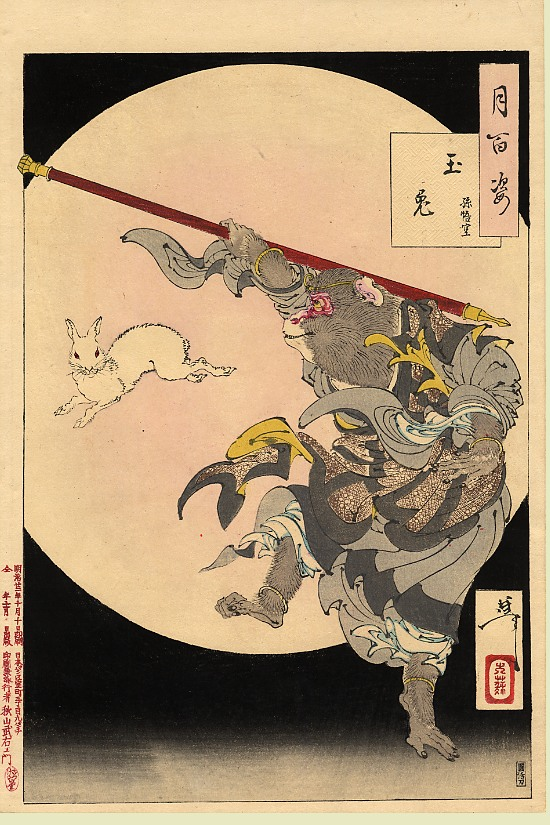
77.　玉兎　孫悟空
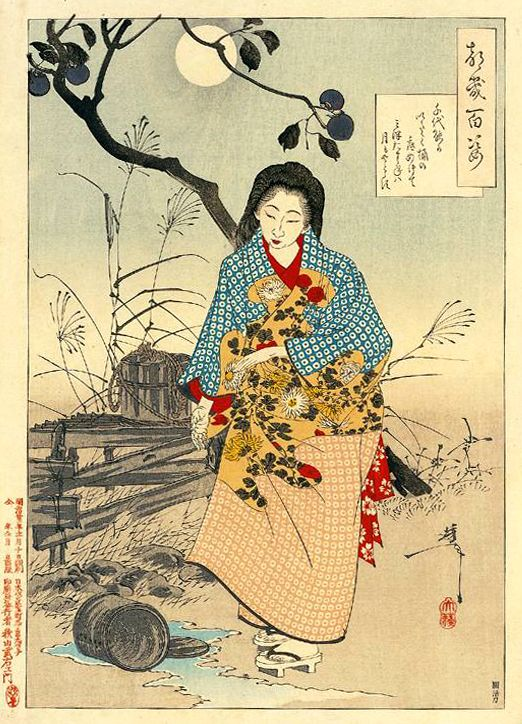
78.　千代能かいたゝく桶の底抜けて みつたまらねは月もやとらす（日语：安達千代野）
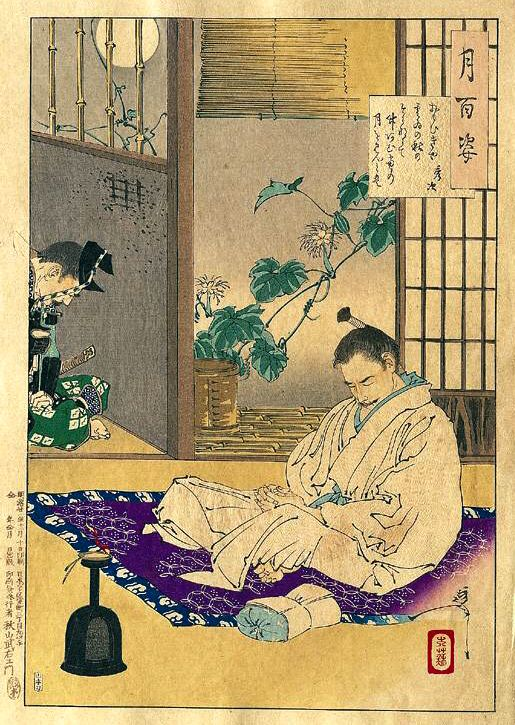
79.　おもひきや雲ゐの秋のそらならて 竹あむ窓の月を見んとは　秀次
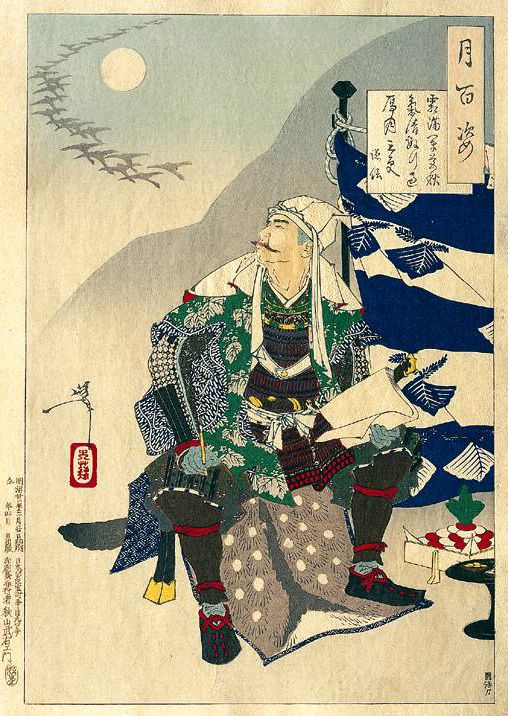
80.　霜満軍営秋気清 数行過雁月三更　謙信
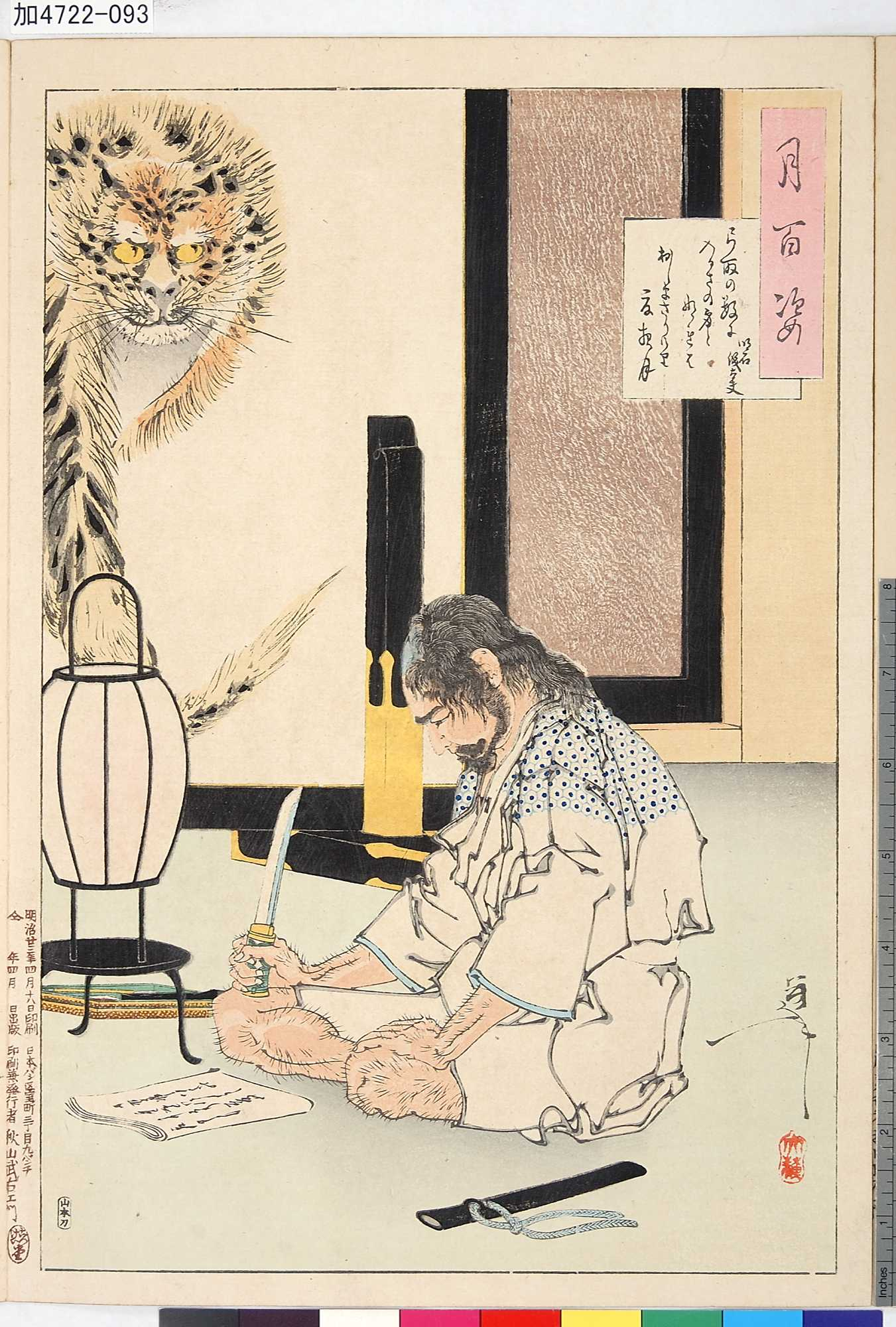
81.　弓取の数に入るさの身となれは おしまさりけり夏夜月　明石儀太夫[注釈 14]
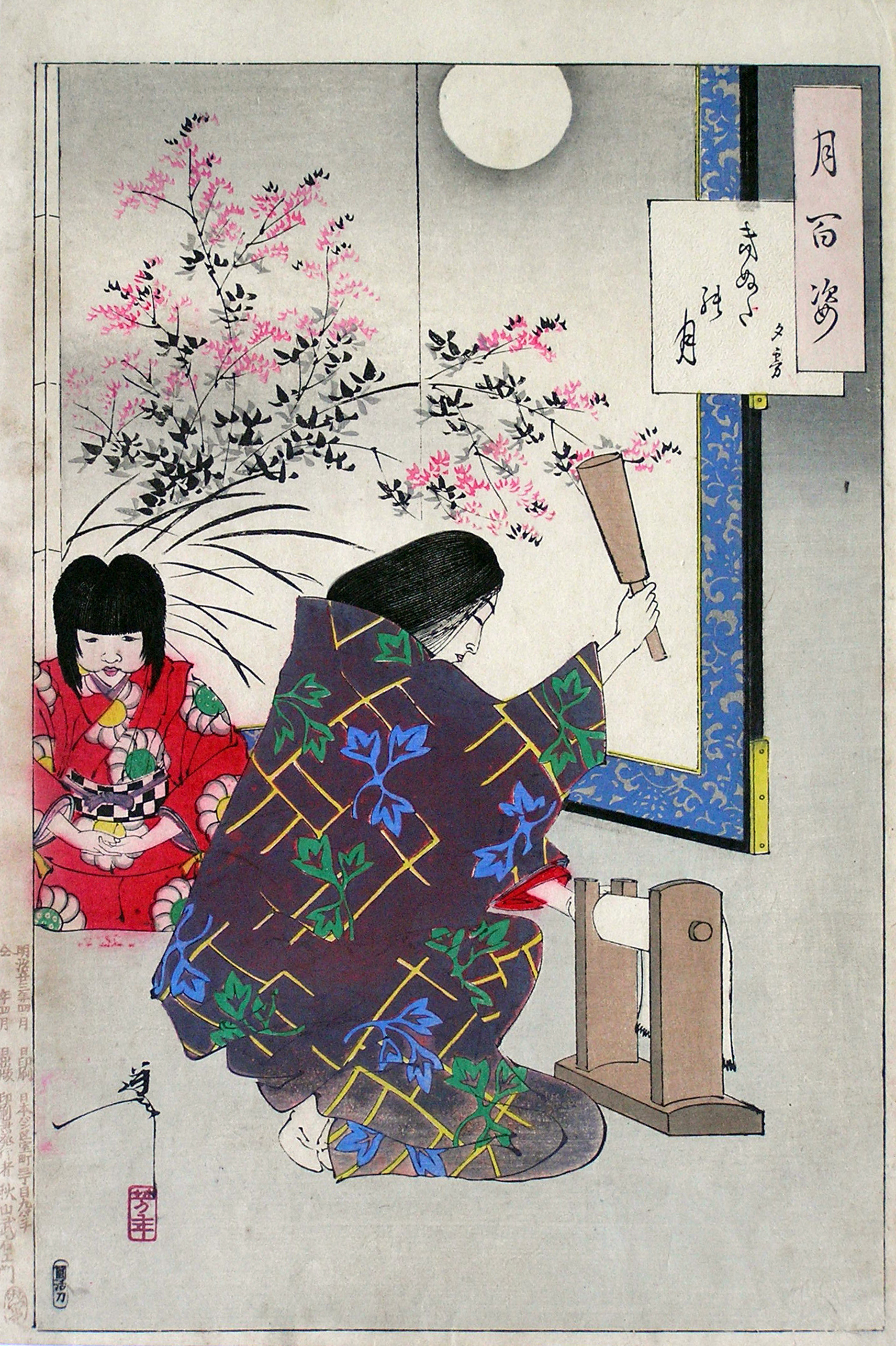
82.　きぬたの月　夕霧（日语：砧 (能)）
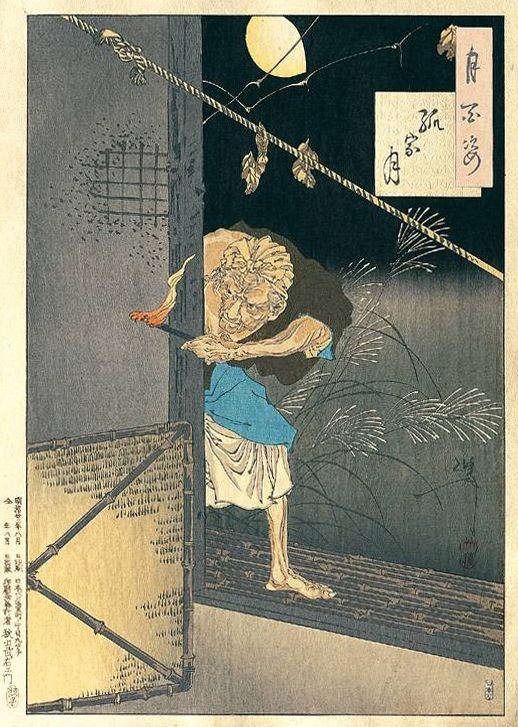
83.　孤家月（日语：浅茅ヶ原の鬼婆）
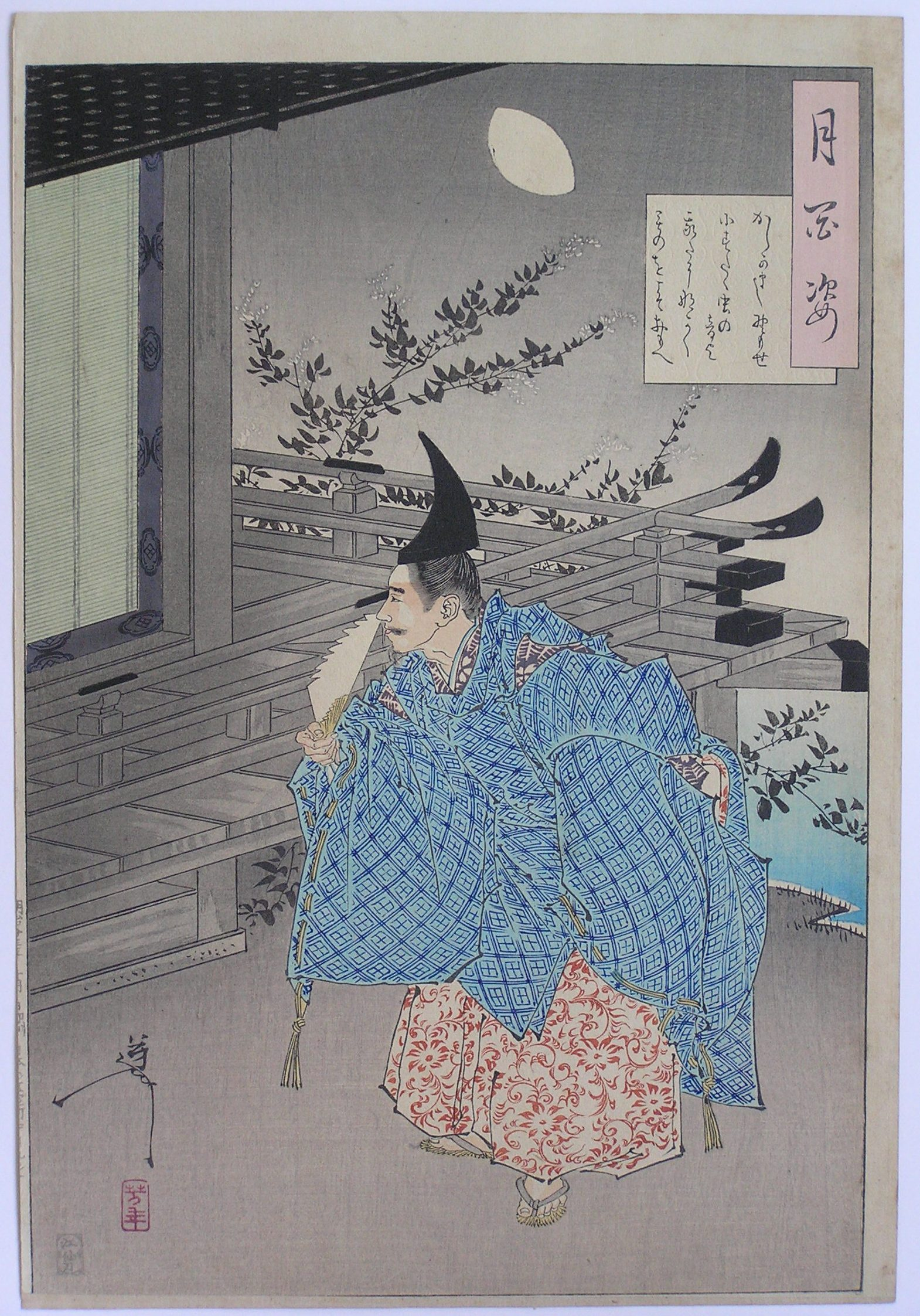
84.　かしかまし野もせにすたく虫の音よ 我たになかくものをこそおもへ
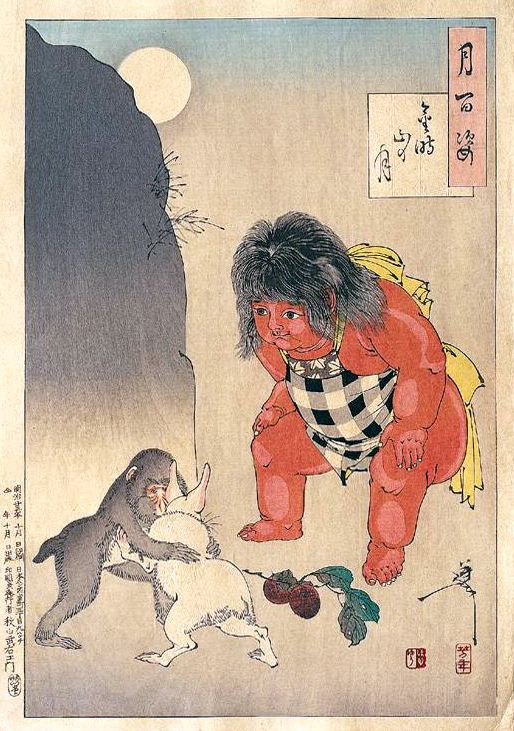
85.　金時山の月
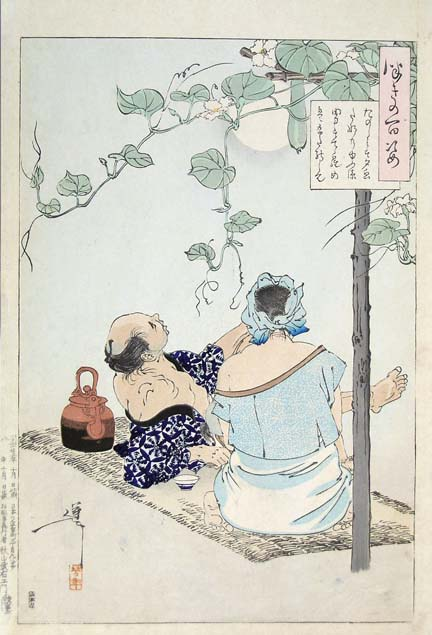
86.　たのしみは夕顔たなのゆふ涼 男はてゝら女はふたのして
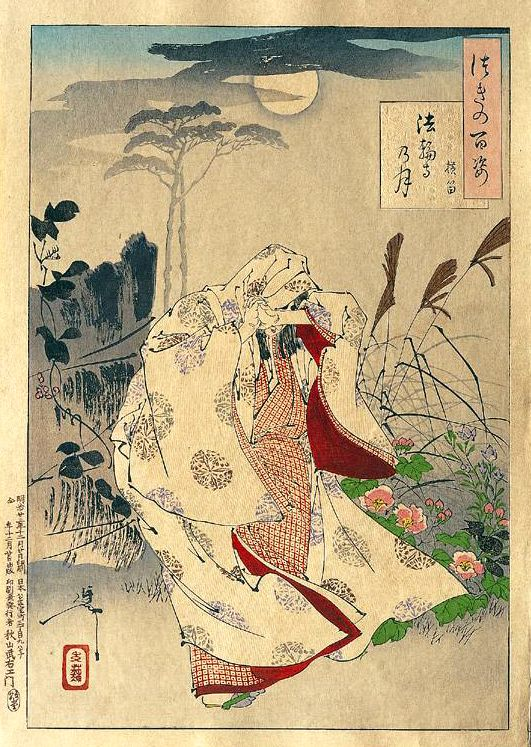
87.　法輪寺（日语：法輪寺 (京都市西京区)）の月　横笛
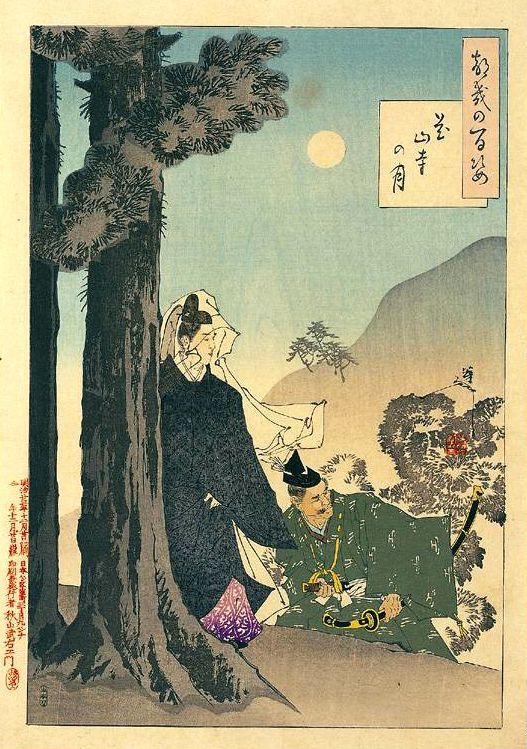
88.　花山寺の月
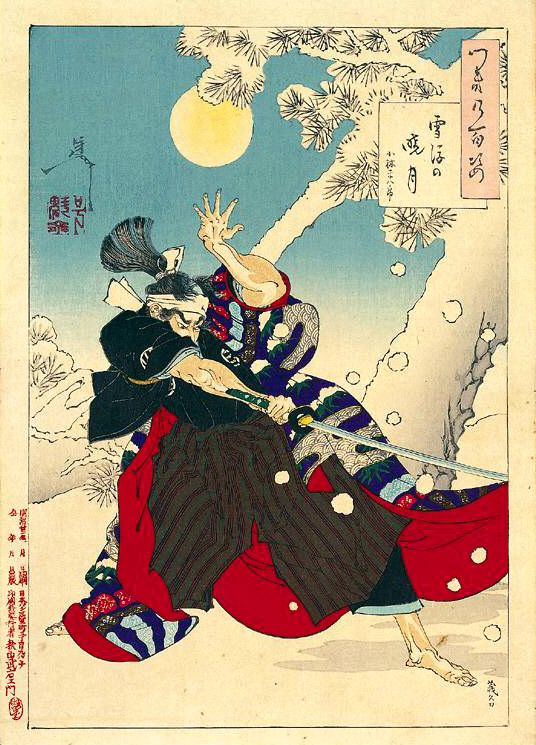
89.　雪後の暁月　小林平八郎（日语：小林平八郎）
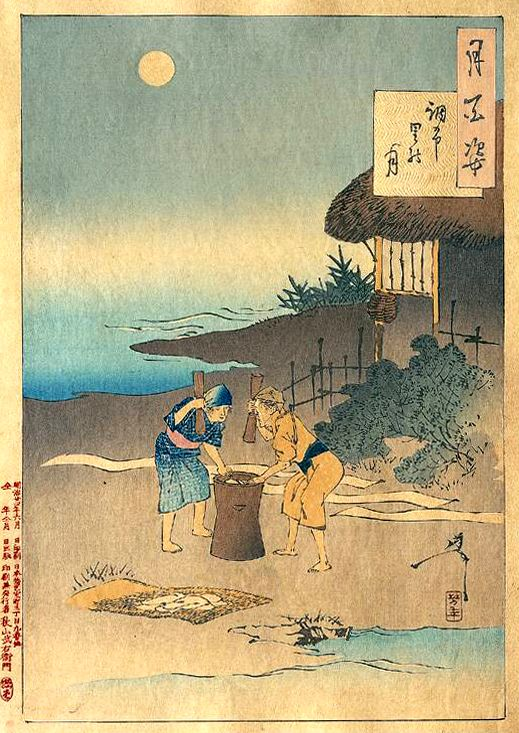
90.　調布里の月（日语：歌枕の一覧#六玉川（むたまがわ））
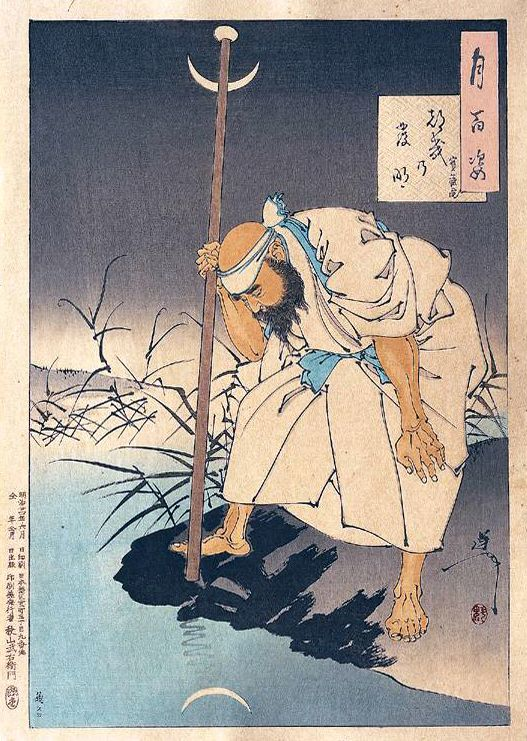
91.　つきの発明　宝蔵院
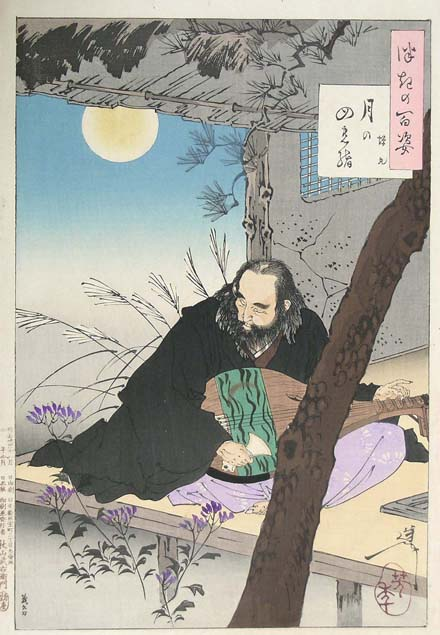
92.　月の四の緒　蝉丸
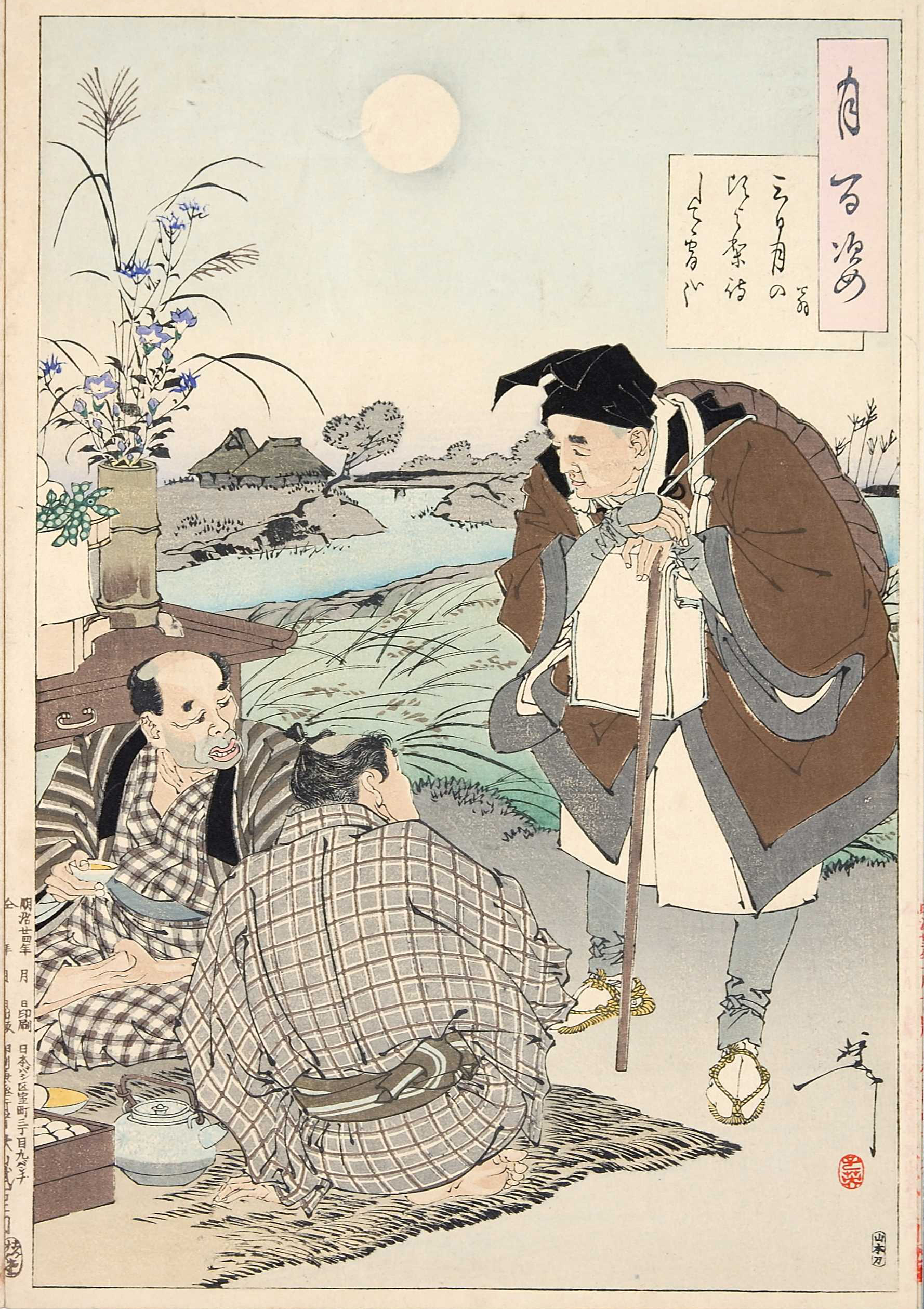
93.　三日月の頃より待し今宵哉　翁
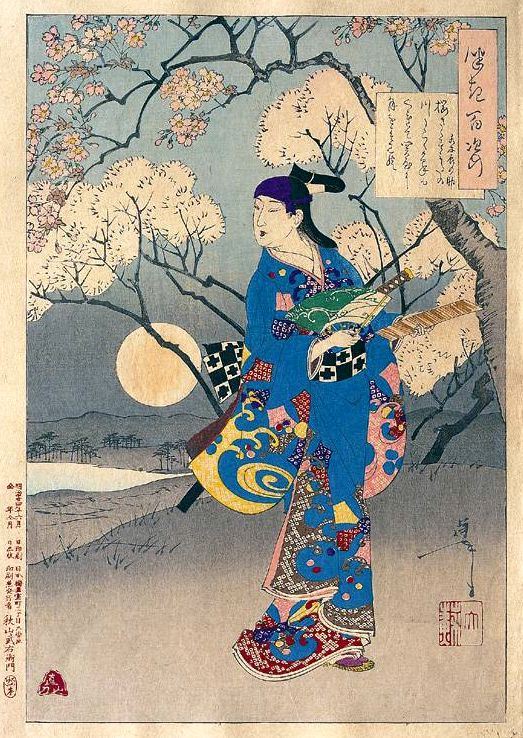
94.　桜さくすみたの川にこくふねも くれて関屋（日语：千住関屋町）に月をこそ見れ　水木辰の助[注釈 15]
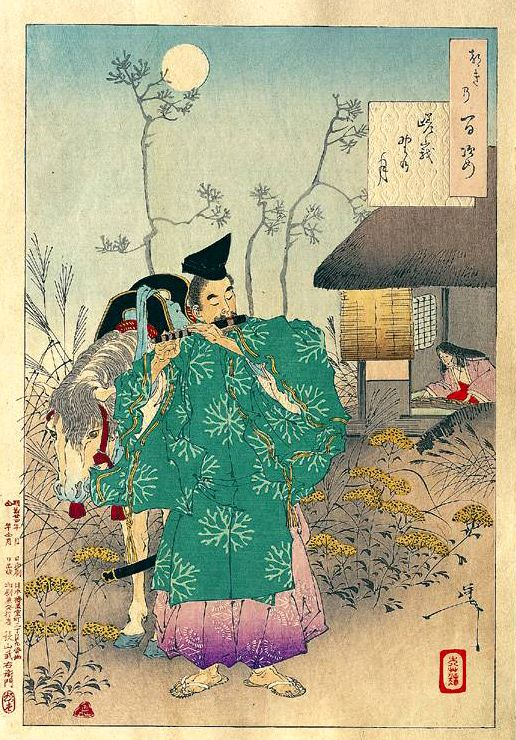
95.　嵯峨野の月（日语：小督）
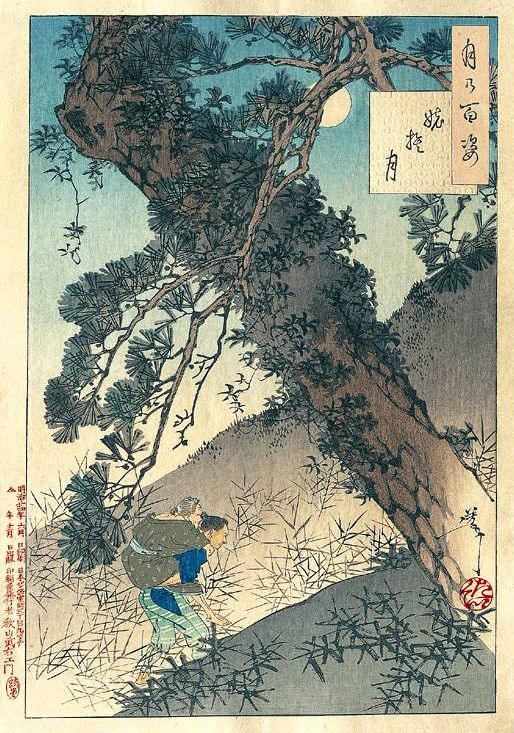
96.　姥捨月
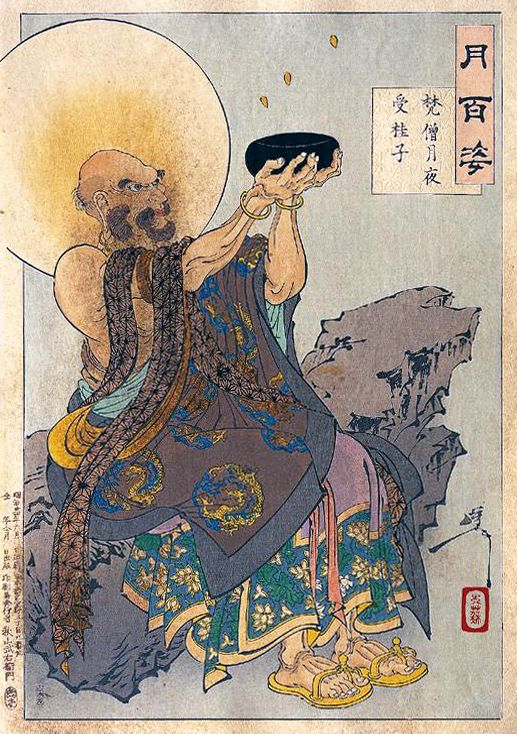
97.　梵僧月夜受桂子[注釈 16]
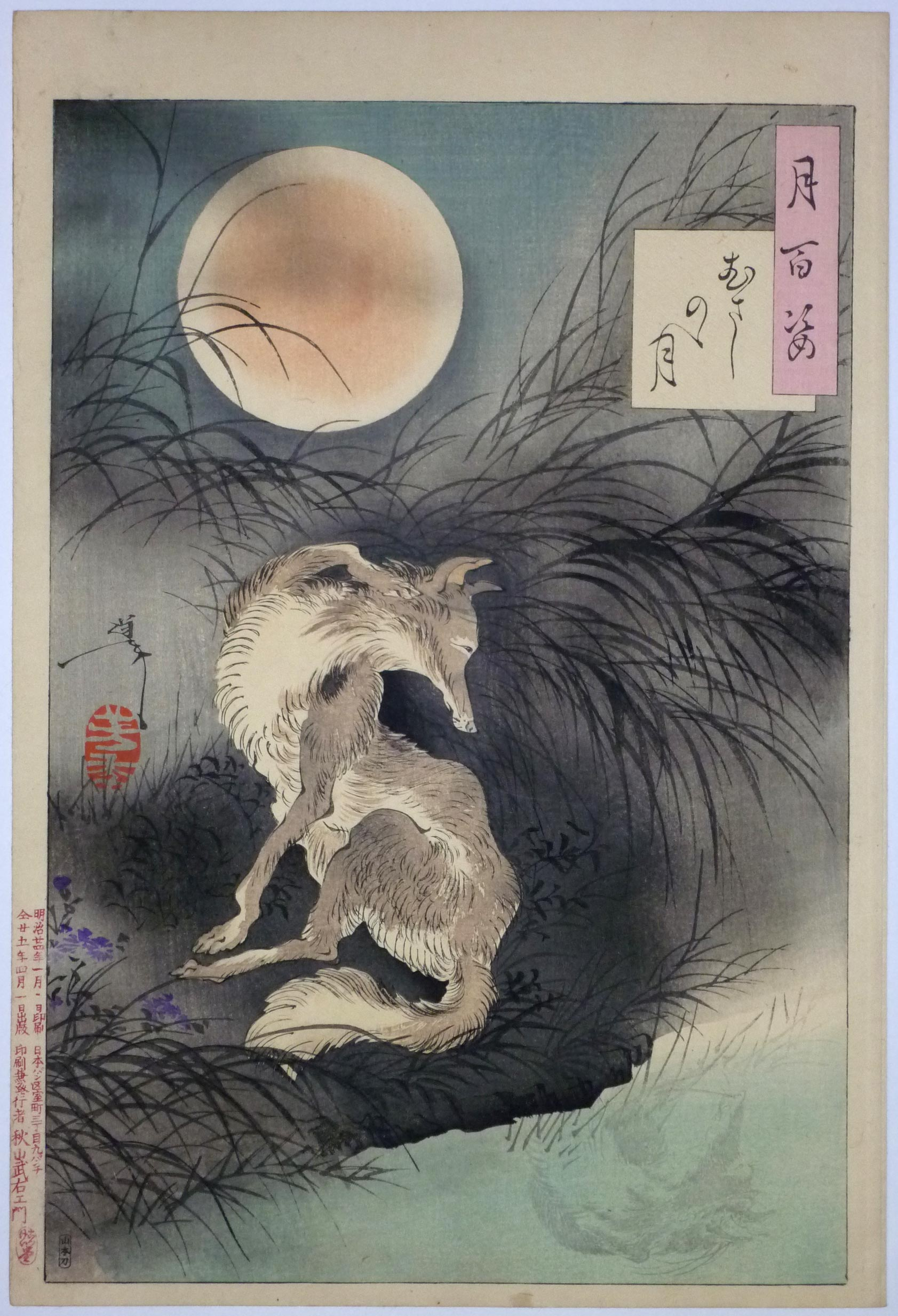
98.　むさしの（日语：武蔵野）ゝ月
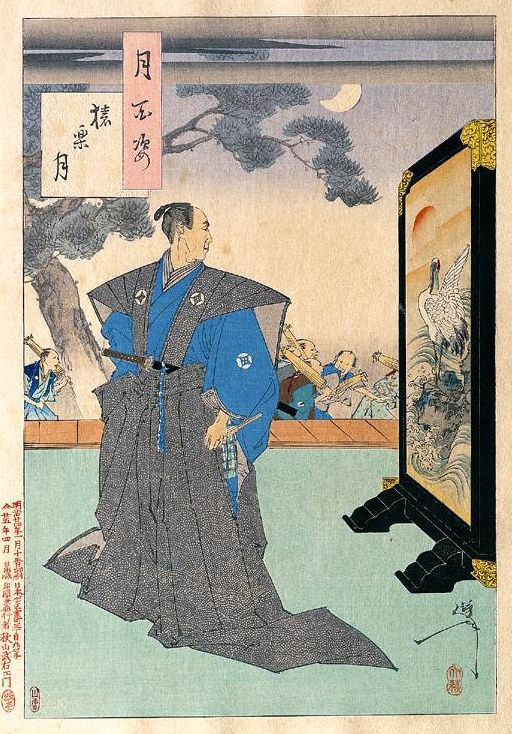
99.　猿楽月[注釈 17]
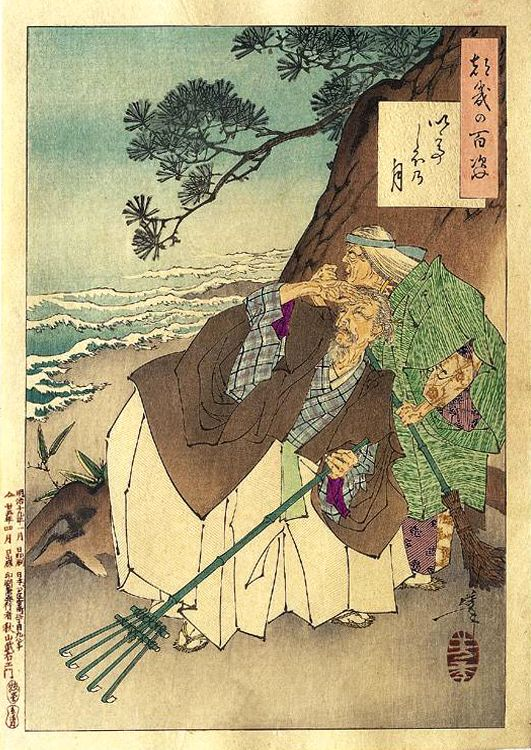
100.　いてしほの月（日语：高砂 (能)）

## 腳注

### 參照
1. 1 2  岩切2010、52-53頁。
2. 1 2 3  別冊太陽、138頁。
3. 1 2 3  日野原、42頁。
4. ↑  日野原、4頁。
5. 1 2  岩切2010、213頁。
6. 1 2  河出書房新社、97頁。
7. ↑  日野原、129頁。
8. ↑  悳2001、88頁。
9. 1 2  日本經濟新聞社、36頁。
10. ↑  岩切2010、206頁。
11. 1 2  日野原、36頁。
12. ↑  岩切2010、225-228頁。
13. 1 2 3  岩切2010、212頁。
14. 1 2  河出書房新社、100頁。
15. ↑  河出書房新社、127頁。
16. 1 2 3  悳1993、48頁。
17. ↑  岩切2010、220頁。
18. ↑  岩切2010、20頁。
19. 1 2  日野原、131頁。
20. ↑  岩切2010、40頁。
21. ↑  悳1993、138頁。
22. 1 2  岩切2010、200頁。
23. ↑  岩切2010、217-222頁。
24. ↑  岩切2010、14頁。
25. ↑  岩切2010、118頁。
26. ↑  岩切2010、182頁。
27. 1 2 3  岩切2010、222頁。
28. ↑  日野原、132頁。
29. 1 2 3 4  日野原、64頁。
30. ↑  岩切2010、108頁。

## 外部連結
- . 國立國會圖書館數位館藏. 國立國會圖書館.   [2017-11-24]. （原始内容存档于2025-05-28）.